# Vettura di Formula 1

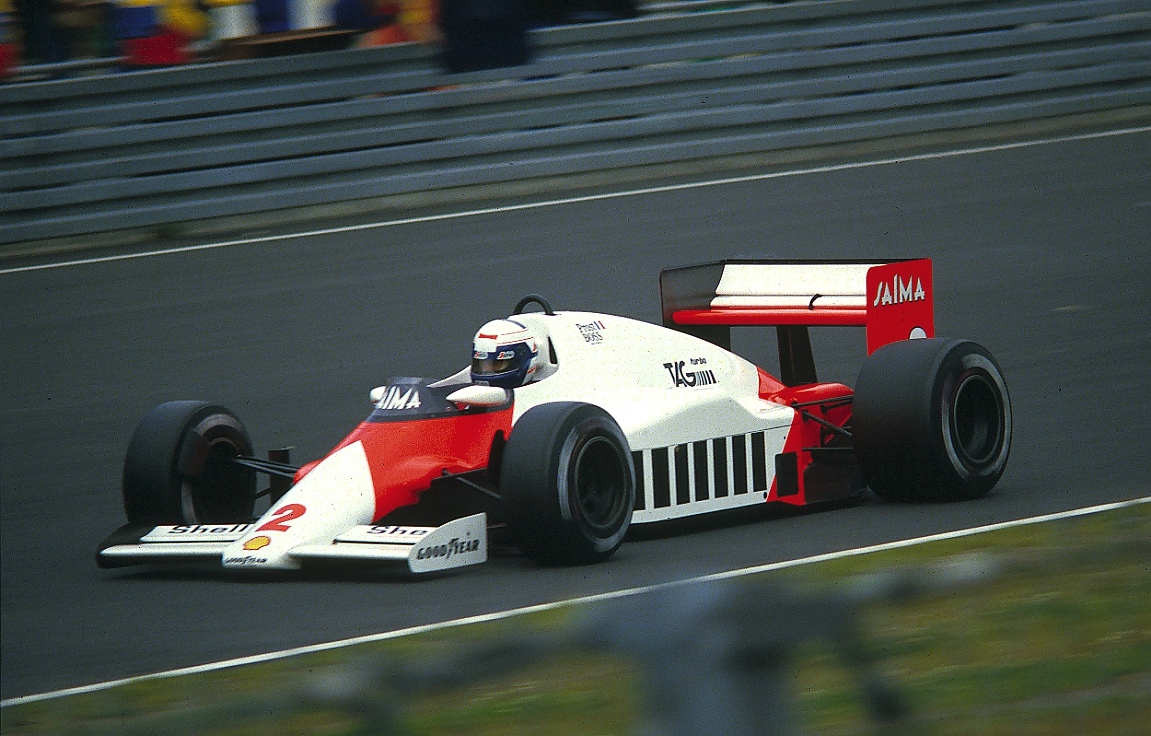
La McLaren MP4/2 (1984-86) è la monoposto più vincente nella storia della Formula 1.

Le vetture di Formula 1 sono monoposto usate per correre nella massima formula dell'automobilismo mondiale, la Formula 1; nel corso del tempo hanno cambiato più volte il loro aspetto, anche radicalmente, sia per effetto delle invenzioni e intuizioni di progettisti e costruttori, sia per rispettare i mutevoli parametri del regolamento, che più volte è intervenuto a limitare gli eccessi di talune soluzioni, o a ridefinire alcuni parametri (ad esempio, la cilindrata dei motori), spesso per ragioni di sicurezza.

## Aerodinamica e prestazioni velocistiche

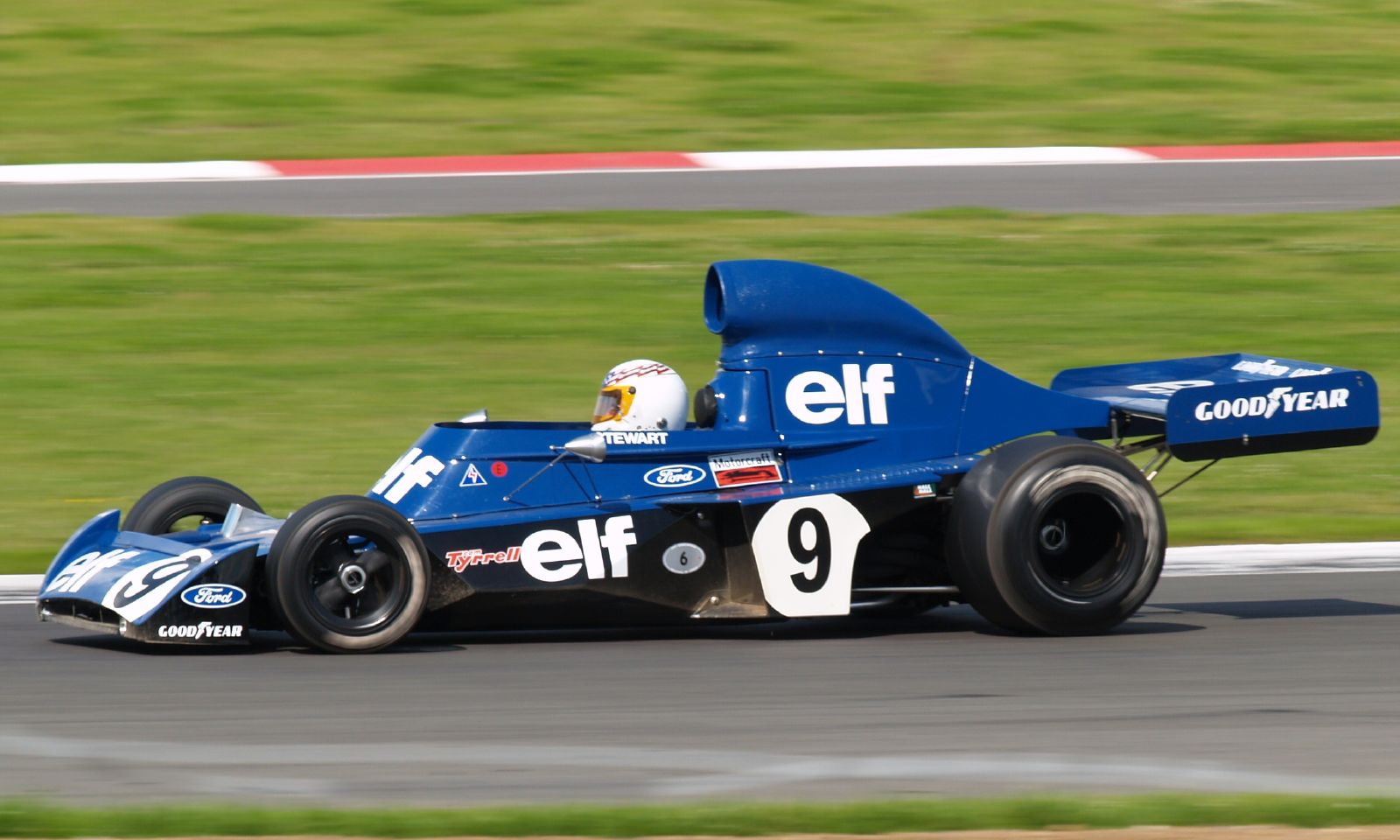
La Tyrrell 006 del 1973 fu una vettura di transizione, che utilizzava una serie di elementi innovativi (radiatori laterali, presa d'aria del motore a "periscopio", alettoni) senza riuscire a fonderli in un disegno armonico.

La configurazione aerodinamica delle moderne auto di Formula 1 si è definita nelle sue grandi linee nel periodo 1968-1974; sei anni durante i quali fecero la loro comparsa gli alettoni (posteriori e anteriori), le pance laterali e il "periscopio" centrale. Sono questi gli elementi che ancora oggi, seppure con un'infinità di sviluppi e affinamenti, caratterizzano queste vetture, con l'aggiunta della raffinata (ma poco evidente dall'esterno) struttura aerodinamica che caratterizza la parte inferiore del retrotreno; nonché di una serie di variopinte appendici, giunte al loro massimo sviluppo nel periodo 2005-2008, ma abolite per regolamento a partire dalla stagione 2009.
A rallentare in rettilineo le vetture di Formula 1 è la resistenza aerodinamica provocata dalle ruote scoperte prive di carenatura e dagli alettoni necessari a sviluppare il carico aerodinamico, che però le rende veloci in curva; da cui un complicato lavoro di bilanciamento che impegna piloti e ingegneri per adattare le auto alle caratteristiche di ciascun circuito. Alcune monoposto (tra cui quelle dotate di minigonne nel periodo 1978-1982 e, più di recente, la Red Bull nel periodo 2012-2013) producono un grande carico aerodinamico con il semplice corpo-vettura; questo le rallenta come velocità di punta, ma consente anche l'utilizzo di ali più scariche, che a loro volta generano una ridotta resistenza all'avanzamento. Viceversa, vetture con un corpo-vettura poco deportante devono utilizzare ali più cariche, soprattutto sui circuiti misto-lenti, mentre risultano avvantaggiate sui circuiti più veloci, che però (dopo le radicali modifiche apportate a tracciati come Silverstone, Hockenheim o Spielberg) sono di fatto ormai scomparsi.
Eliminando quasi completamente le appendici aerodinamiche e usufruendo anche di pneumatici più stretti, nei primi mesi del 2006 una Honda di Formula 1, in un doppio test al Bonneville Speedway e nel Deserto del Mojave, raggiunse una velocità di 413 km/h, pari a 258 miglia orarie. Secondo la Honda, la vettura era totalmente conforme ai regolamenti della Federazione.

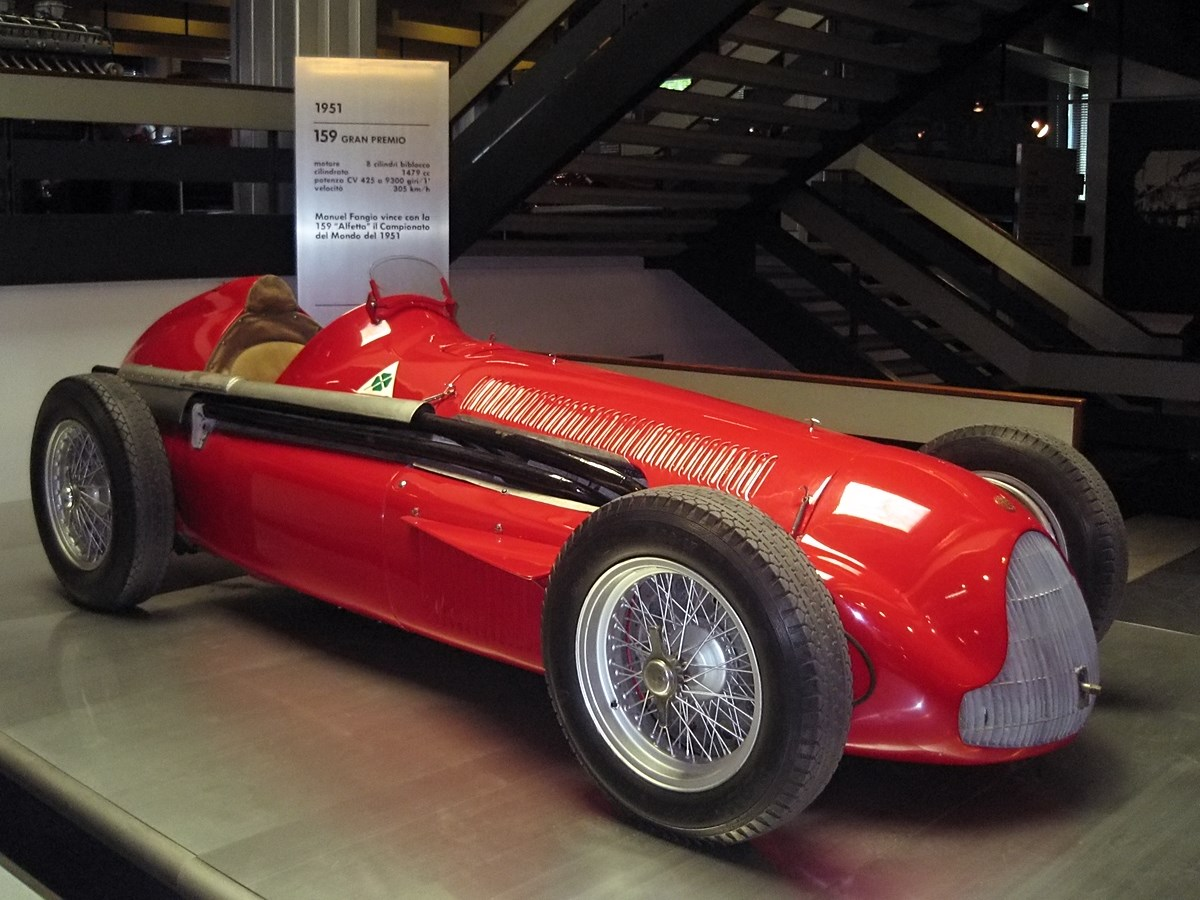
L'Alfa Romeo 159 della stagione 1951 era caratterizzata da telaio tubolare a "sigaro", carreggiata molto stretta e motore anteriore.

Le Alfa Romeo 158 e 159, agli inizi degli anni 1950 in rettilineo superavano già i 300 km/h, ma la loro tenuta in curva era notevolmente inferiore rispetto alle auto attuali.
Le elevate prestazioni velocistiche delle auto di Formula 1 non dipendono tanto dalla velocità di punta, bensì dalla consistente accelerazione (0/200 km/h in poco più di 5,0 secondi) e dalla velocità di percorrenza in curva. Nel 2016 sono state comunque cronometrate le più alte velocità di punta della storia della Formula 1: la Williams ha dichiarato che Valtteri Bottas al volante della FW38 ha toccato la velocità di 378 km/h durante le prove del G.P. d'Europa 2016, disputatosi a Baku; lo stesso Bottas è stato cronometrato alla velocità di 372,5 km/h durante il G.P. del Messico e questa sua prestazione è, ad oggi, il record ufficiale di velocità in un G.P. di Formula 1. Tuttavia, si stima che tra il 1968 ed il 1971 a Monza alcune auto abbiano superato la velocità di 390 km/h, beneficiando dell'effetto-scia che rese estremamente veloci e movimentate quelle 4 edizioni del G.P. d'Italia. La pista brianzola, consentendo di viaggiare con gli alettoni quasi scarichi, favorisce le prestazioni velocistiche.
Non si tratta però di un record assoluto, dato che in altre categorie si sono raggiunte velocità decisamente superiori: alla 500 Miglia di Indianapolis nel 2014 le vetture in prova hanno viaggiato alla media di 371 km/h; e nel 1996 Paul Tracy con una Penske sul catino del Michigan toccò la velocità di 413 km/h. A Le Mans, durante la 24 Ore del 1988 la WM-Peugeot guidata da Roger Dorchy toccò la velocità di 405 km/h.
La velocità in curva di una macchina di Formula 1 è determinata principalmente dalle forze aerodinamiche che spingono la vettura verso il basso, aumentando così la tenuta delle gomme e l'aderenza al suolo. Le auto sono leggere, ma gli alettoni con l'aumentare della velocità conferiscono a esse un peso aggiuntivo che però non ha inerzia, e che cresce con l'aumentare della velocità, sfruttando il principio opposto a quello che fa volare gli aerei ("schiacciando" così l'automobile al suolo: si veda il Principio di Bernoulli, e si consideri che le ali di una monoposto sono rovesciate rispetto a quelle di un aereo, schiacciando la vettura al suolo a tutto vantaggio della guidabilità). A 160 km/h, la forza generata verso il basso è uguale al peso della vettura; ma quando si viaggia alla massima velocità, essa può essere pari a 2,5 volte il peso della vettura. Inoltre, in curva si genera una forza trasversale che può arrivare a 4,5 G (= 4 volte e mezzo la forza di gravità; mentre in una normale vettura stradale essa è di circa 0,85/1,00 G). Con queste forze laterali respirare diviene difficoltoso e la guida si trasforma in una vera e propria attività atletica, che richiede ai piloti una presentazione atletica tra le migliori del mondo.

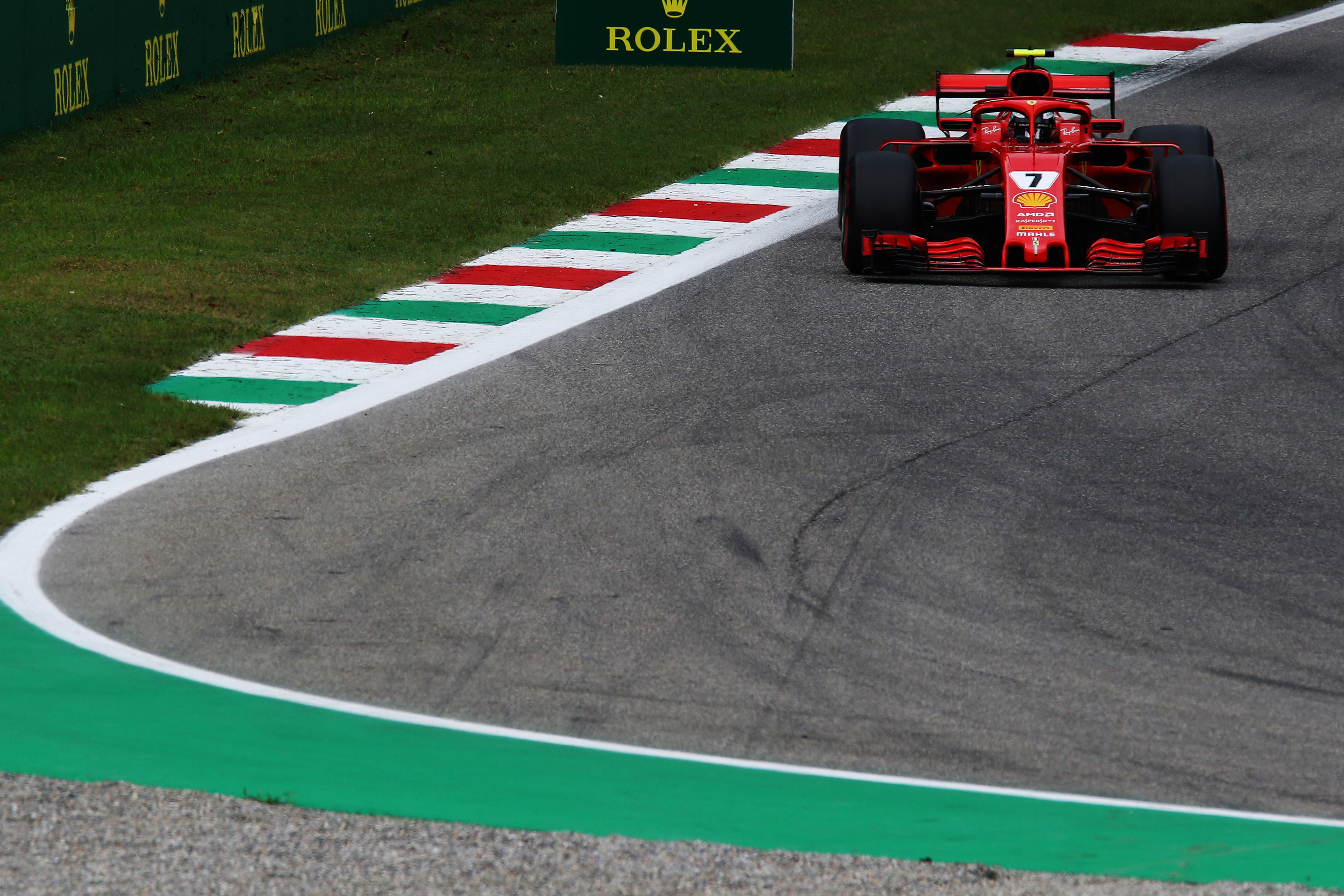
Kimi Räikkönen su Ferrari SF71H nel Gran Premio d'Italia 2018, in cui fece registrare l'allora media-record di 263,587 km/h.

Lewis Hamilton a Monza nel 2020, al volante della Mercedes-AMG F1 W11 EQ Performance turbo-ibrida, ha stabilito il record assoluto di velocità media sul giro: 264,362 km/h percorrendo la pista brianzola nel tempo di 1'18"887. Juan Pablo Montoya, con la Williams-BMW FW26, sempre a Monza nel 2004 aveva fatto registrare la media di 262,24 km/h, primato nell'era dei motori aspirati; questa performance, tuttavia, venne registrata in Q2 e pertanto non gli valse la pole position, che andò a Rubens Barrichello, il quale in Q3 girò alla media di "soli" 260,40 km/h. Il record precedente nell'era turbo era stato ottenuto da Keke Rosberg con la Williams-Honda FW10 a Silverstone nel 1985, con la media di 258,90 km/h.
L'incremento delle prestazioni registrato sui singoli circuiti è misurabile solo per poche piste, che non hanno conosciuto modifiche strutturali per lunghi periodi di tempo. Per esempio, sulla pista francese di Le Castellet nel 1971 Jackie Stewart ottenne la prima casella della griglia con il tempo di 1'50"71, mentre nel 1985 la pole di Keke Rosberg fu ottenuta con il tempo di 1'32"426: 18 secondi in meno, pari a un incremento delle prestazioni del 16,5%.
Sulla pista inglese di Brands Hatch la pole spettò a Jim Clark nel 1964 con il tempo di 1'38"1; a Niki Lauda nel 1974 con il tempo di 1'19"7 (= 18"5 in meno, con un miglioramento del 18,8%); a Nelson Piquet nel 1986 con il tempo di 1'06"961 (= 12"8 in meno rispetto a dodici anni prima, con un ulteriore incremento del 16%).
Al Nurburgring Alberto Ascari partì al palo nel 1951 con il tempo di 9'55"9, e nel 1952 con quello di 10'04"4. Nel 1963 Jim Clark con la Lotus 25 segnò 8'45"8, e nel 1965 con la Lotus 33 scese a 8'22"7. Nel 1969 Ickx con la Brabham scese a 7'42"1, e nel 1975 Lauda con la Ferrari segnò 6'58"6. In ventiquattro anni (dal 1951 al 1975) vi fu pertanto una riduzione del 30% del tempo sul giro.
Sulla pista malese di Sepang il giro più veloce in gara nel 1999 venne ottenuto da Michael Schumacher in 1'40"267 alla media di 198,980 km/h; nel 2004 Juan Pablo Montoya girò in 1'34"223; Mark Webber nel 2011 ha girato più lento che nel 1999, in 1'40"571, per effetto delle continue modifiche regolamentari che di anno in anno hanno puntato a contenere le prestazioni. Le prestazioni sono poi nuovamente cresciute e Sebastian Vettel nel 2017 ha fatto segnare il tempo di 1'34"080 facendo segnare il nuovo record sul giro. I tempi stabiliti nel 2004 sono stati a lungo imbattuti su molti circuiti. In alcune stagioni, i tempi registrati in prova sono diventati poco significativi, per effetto delle diverse imposizioni regolamentari che hanno ridotto l'impatto velocistico delle qualifiche, durante le quali in passato si registravano velocità estremamente più rapide rispetto alla gara.
Talvolta le prestazioni ottenute da vetture di Formula 1 sono così esasperate da potere essere battute solo da altre vetture di Formula 1. Per esempio sulla pista di Dijon-Prenois, dove le F1 non corrono dal 1984, sono ancora oggi imbattuti i tempi fatti registrare da Alain Prost in prova nel 1982 e in gara nel 1984.

## Tecnologie abolite
Una grande varietà di tecnologie sono state progressivamente bandite dai regolamenti, fra queste:
- traction control, dispositivo per il controllo automatico della trazione, abolito alla fine della stagione 2007;
- sospensioni attive;
- appendici aerodinamiche mobili (divieto parzialmente rimosso nella stagione 2009: ai piloti è stato consentito di regolare dall'abitacolo l'incidenza dei flap anteriori di un massimo di 6 gradi, per due volte nell'arco di ogni giro. Nel 2011 è invece consentito di regolare l'incidenza dell'ala posteriore, ma soltanto in un tratto di pista predeterminato e solo al pilota che segue da vicino un avversario con l'utilizzo del sistema DRS);
- sovralimentazione del motore (dalla stagione 1989 al 2013). I motori turbo sono stati reintrodotti dal 2014;
- zavorre mobili (come mass damper o doppi serbatoi) e dispositivo di stallo "F-Duct" (utilizzato solo nel 2010);
- doppio diffusore (usato dalla Brawn GP campione del mondo 2009). Bandito dal 2010;
- DAS (Dual Axis Steering, usato dalla Mercedes nel 2020). Bandito dal 2021.

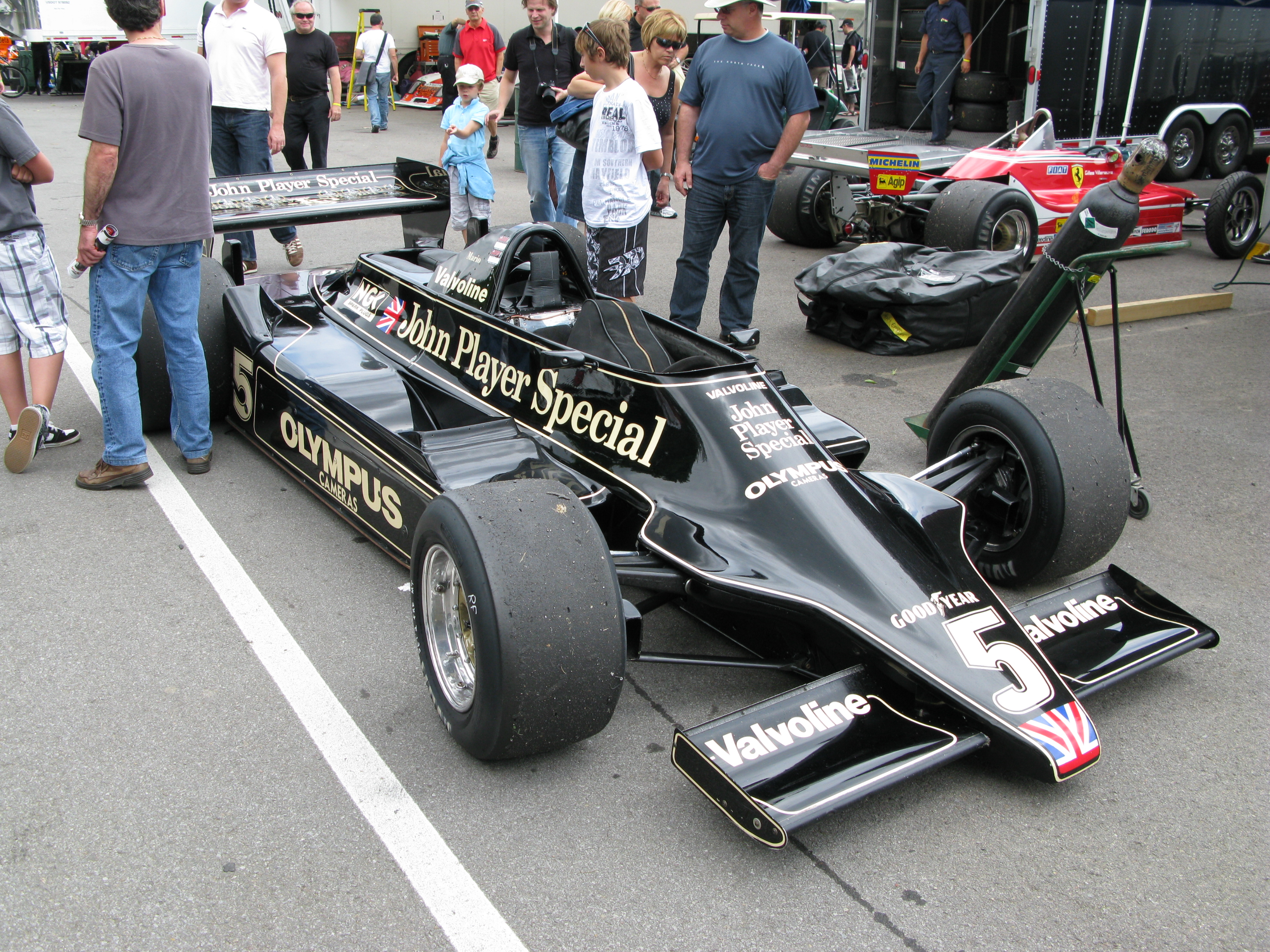
La Lotus 79 che sfrutta l'effetto suolo

Nel corso degli anni, la tecnica di guida ha conosciuto costanti evoluzioni, ma l'obiettivo di tutti i piloti è sempre stato quello di accelerare il più possibile e il prima possibile durante i tratti curvilinei; sicché il lavoro di telaisti, motoristi e gommisti è costantemente andato in questa direzione. Particolarmente ingegnosa (ma anche pericolosa) fu la soluzione adottata nel periodo 1977/1982 e basata sul cosiddetto effetto suolo, ottenuto sigillando il flusso d'aria tra monoposto e suolo mediante delle bandelle laterali (le cosiddette minigonne, dapprima spazzole a diretto contatto con l'asfalto, in seguito paratie con un'estremità resistente all'abrasione e spinte al suolo da un sistema di molle) abbinate al disegno del fondo vettura ad ala rovesciata. Esse furono poi vietate dopo i gravi incidenti della stagione 1982 per motivi di sicurezza, onde diminuire la velocità in curva delle auto, anche perché l'effetto suolo, schiacciando le vetture al terreno, rendeva impegnativi e difficili i cambi di direzione. Inoltre, se la "minigonna" non si trovava più a perfetto contatto con il suolo (cordoli, sollevamento di una ruota, incidenti), l'auto perdeva improvvisamente aderenza e diventava ingovernabile, pericolosa da guidare.

## Ideazione di una vettura
Fino alla fine degli anni 1980, ogni auto di Formula 1 fu principalmente il frutto della concezione del capo-progettista di ciascuna squadra, nomi come Colin Chapman, Harvey Postlethwaite, Mauro Forghieri, John Barnard, Gordon Murray o Patrick Head erano legati alle monoposto di cui curavano la nascita e lo sviluppo.
Nei successivi venti anni le cose sono molto cambiate e da allora ogni auto è stata frutto di un lavoro collettivo, anche se alcuni nomi (come quelli di Adrian Newey e Rory Byrne) ancora oggi si contraddistinguono per le loro intuizioni creative.

## Innovazioni tecniche e limitazioni regolamentari
Le auto più innovative della storia possono essere considerate quelle citate qui di seguito, per ciascun principale componente delle auto medesime

### Motore

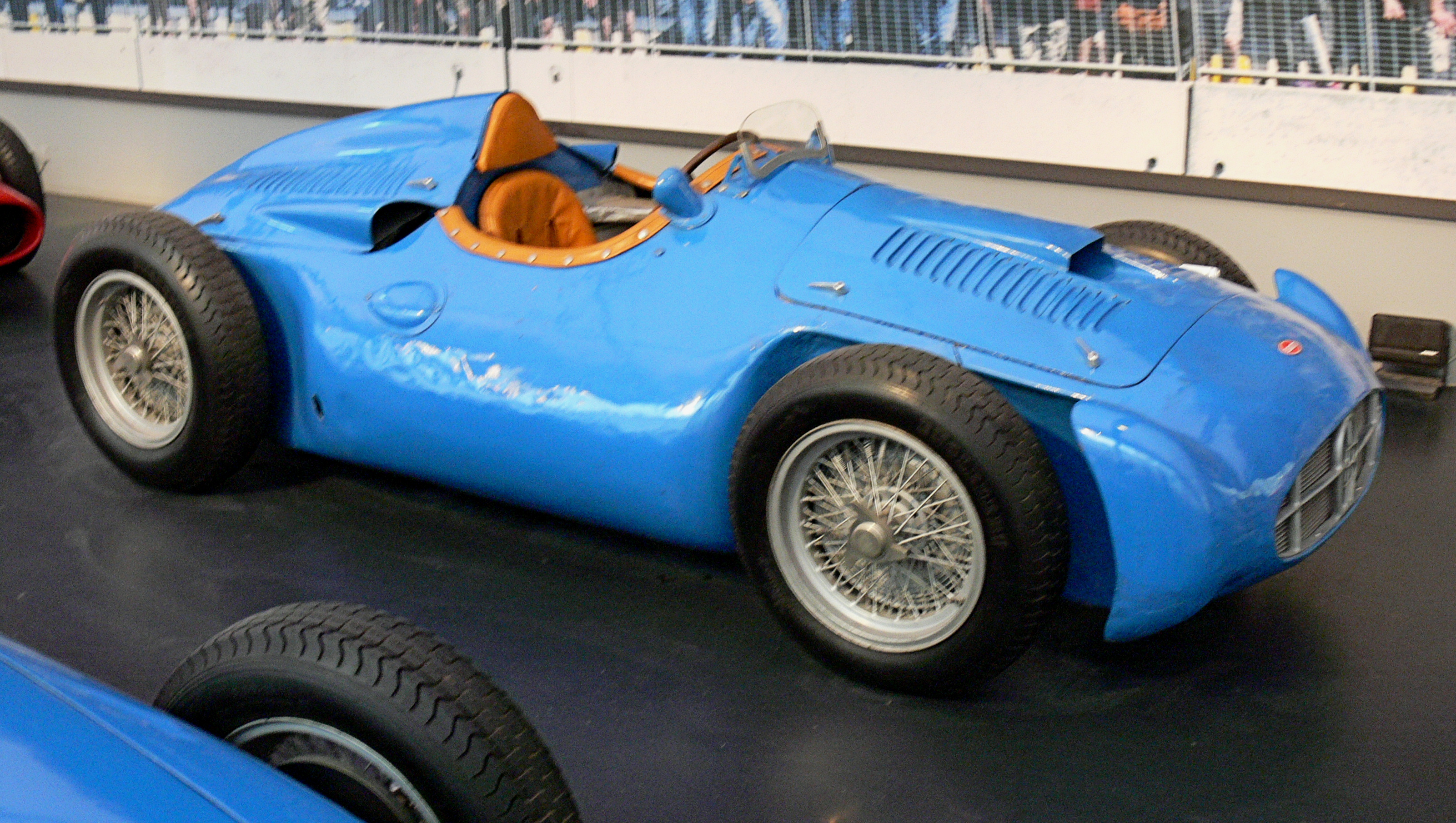
La Bugatti 251 è ora esposta al museo di Mulhouse; era un'auto dalla concezione molto moderna, per la sua epoca.

La Bugatti 251 che Maurice Trintignant guidò nel G.P. di Francia del 1956 fu un'auto estremamente innovativa: la sua forma arrotondata era molto diversa da quella (a “sigaro”) che contraddistingueva tutte le altre monoposto dell'epoca. Inoltre, il motore era collocato alle spalle del pilota e trasversalmente alla vettura. La mancanza di denaro impedì lo sviluppo di questo interessante progetto.
Fu poi nel G.P. di Monaco del 1958 che lo stesso Trintignant portò al successo la Cooper-Climax T43 dotata di motore posteriore (che aveva già vinto con Stirling Moss il G.P. di Argentina, disputato però con soli 10 concorrenti). Questa soluzione tecnica venne poi adottata da tutti costruttori per la stagione 1961 e non fu mai più modificata. Essa fu così rivoluzionaria che soltanto questi 2 piloti sono stati così duttili da vincere un Gran Premio sia con auto a motore anteriore che con auto a motore posteriore (a loro va aggiunto Phil Hill, che però vinse con motore anteriore il G.P. d'Italia del 1960, disputato praticamente dalla sola Ferrari con boicottaggio di tutte le altre squadre).
Nel 1966, il cambio di regolamento lasciò la Lotus senza motori e così essa disputò alcune gare con un Climax di soli 2.000 cm³, con il quale comunque Jim Clark rischiò di vincere il G.P. d'Olanda davanti al 3.000 Repco di Jack Brabham. Nel G.P. USA, lo stesso Clark portò alla vittoria il complicato motore a 16 cilindri realizzato dalla BRM e adottato anche dalla Lotus. Altrettanto originale fu il motore a schema "stellare" a 12 cilindri ideato dall'ing. Rocchi e utilizzato nel 1990 dall'italiana Life, la quale però (guidata da Bruno Giacomelli) non riuscì mai a qualificarsi per un Gran Premio.

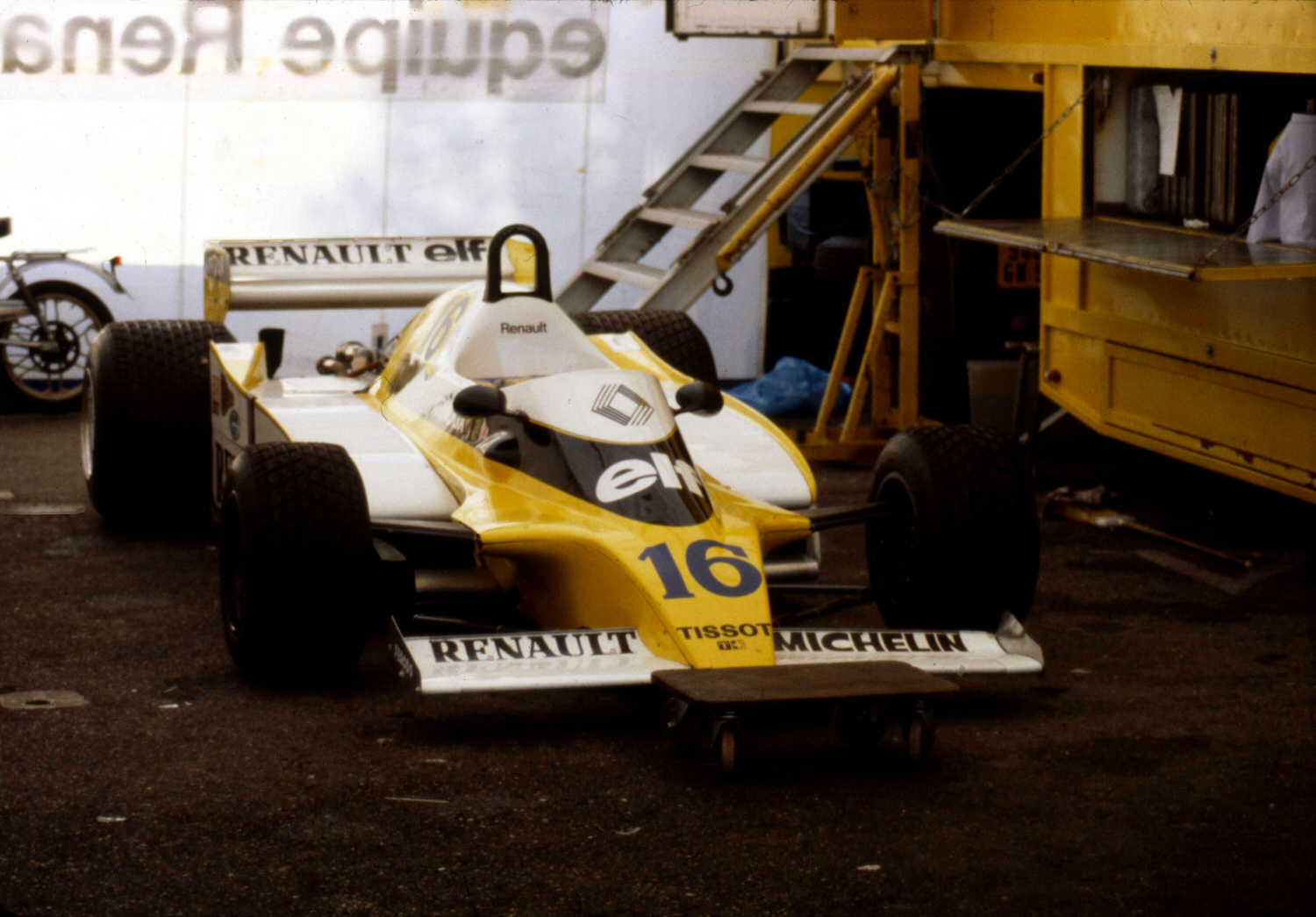
La Renault RS01 rappresentò un notevole passo avanti per la casa francese, consentendole di ottenere una storica vittoria nel Gran Premio di Francia 1979, la prima di un motore turbo in F1.

Negli anni 1970, l'abbondante disponibilità di motori Ford Cosworth e dell'abbinato cambio Hewland portò alla nascita delle auto più improbabili; in pratica, si trattava di costruire il solo telaio, mentre la parte meccanica era "standard". Tra i tentativi meno riusciti si annoverano la Amon, la Merzario e la Rebaque, costruite dagli omonimi piloti. Particolare fu il caso della giapponese Kojima, che corse soltanto i due G.P. disputati al Fuji nel 1976 e nel 1977.
I vari modelli di motore succedutisi nel tempo dipesero dalle variazioni regolamentari periodicamente introdotte dalla Federazione. Mentre fu frutto di un consapevole e innovativo progetto la scelta della Renault, che nel G.P. di Gran Bretagna del 1977 schierò la RS01 spinta da un motore turbo di soli 1.500 cm³. L'auto era contraddistinta da un'aerodinamica non efficiente come i rivali, ma la successiva RS10 del 1979 era molto più evoluta e ottenne il successo nel G.P. di Francia. Rapidamente, tutti i costruttori si convertirono al turbo; e questo tipo di propulsori ottennero potenze molto elevate (oltre i 1.200 CV per il BMW M12/13) da costringere la Federazione a introdurre progressive limitazioni, nel 1987 limitò la pressione massima di sovralimentazione a 4 bar, mentre nel 1988 venne ulteriormente abbassata a 2,5 bar, fino ad abolirlo completamente a decorrere dalla stagione 1989.
Si definisce "casa costruttrice" (o "Factory Team" in inglese) ogni Team che provveda da sé anche alla costruzione del motore, così come le italiane Alfa Romeo, Ferrari (che dal 1973 è sostenuta dalla FIAT) o la Renault (ma anche squadre più piccole, come fu il caso della Zakspeed o della Gordini). Viceversa, compagnie quali Climax, Repco, Cosworth, Hart, Judd e la Supertec si limitavano alla costruzione e fornitura di motori.
Dopo essere praticamente scomparse nei primi anni 1980, le grandi Case automobilistiche rientrarono progressivamente nei primi anni 2000, fino a comporre la maggioranza della griglia con Toyota, Ferrari, Honda, Renault e BMW, oppure detenendo il controllo azionario di altri Team, come nel caso della Mercedes-Benz (per alcuni anni la DaimlerChrysler acquisì il pacchetto azionario di controllo della McLaren costruendone in esclusiva i motori).

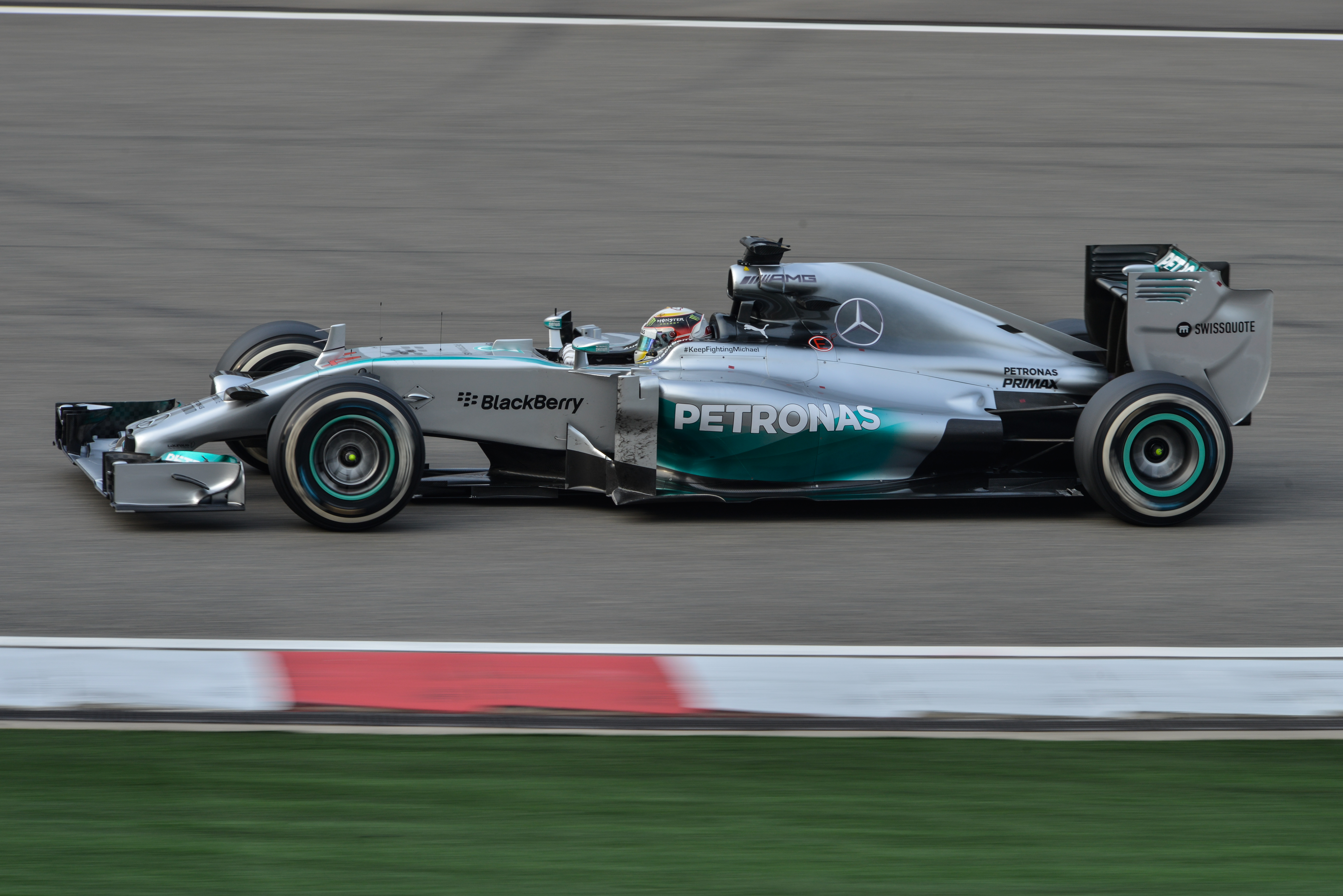
La Mercedes F1 W05 (2014) è stata la prima monoposto dotata di power unit ad alimentazione combinata termica-elettrica capace di vincere il titolo mondiale

La formula prevedeva inizialmente motori aspirati da 4.500 cm³ o 1.500 cm³ con compressore. Nel periodo 1954-1960 si passò a una cilindrata di 2.500 cm³ aspirato. Dal 1961 al 1965 di 1.500 aspirato. Una lunga stabilità regolamentare si ebbe con la formula in vigore dal 1966 al 1984: 3.000 cm³ aspirato o 1.500 turbocompresso. Seguirono progressive limitazioni a questo tipo di motore, fino alla sua abolizione alla fin del 1988. Dal 1985 al 1994 i motori aspirati hanno avuto cilindrata massima di 3.500 cm³, ridotta nel 1995 a 3.000 cm³. Dal 2001 per regolamento i motori potevano avere solo un frazionamento motore V10. Dal 2004 è stata imposta per ciascun motore la durata minima di un week-end di gara, passata dal 2005 a due gran premi; dal 2009 s'impone poi un numero massimo di 8 motori a stagione per ciascun pilota, limite che nel 2014 scende a 5 in coincidenza con l'adozione delle nuove power unit ad alimentazione combinata termica-elettrica. Nel 2006 la cilindrata è stata ulteriormente ridotta a 2.400 cm³ con obbligo dello schema a 8 cilindri. Alla fine del campionato 2006 i disegni e progetti dei motori vennero congelati sino al termine della stagione 2010
Dal 2007 il regime massimo di rotazione dei motori è stato limitato a 19.000 rpm e dal 2009 a 18000 rpm.
Dal 2009 è stata consentita l'adozione del sistema KERS, che consente l'accumulo di energia cinetica in frenata, permettendo al pilota di sfruttarla in accelerazione, utilizzando un apposito comando, per un massimo di 6,7 secondi, garantendo una potenza supplementare massima di 60 kW (circa 80 CV). Nel caso di potenza più ridotta, lo si può utilizzare per un tempo più lungo.
A partire dal 2014 è avvenuta una svolta nel campo dei motori di Formula 1, in quanto come previsto dal regolamento, i motori aspirati sono stati interamente sostituiti dalle cosiddette power unit, ovvero non più solo motore termico ma una evoluzione dello stesso che porta il propulsore a essere un ibrido endotermico-elettrico. Esso comprende l'adozione di motori turbo tecnologicamente molto più avanzati di quelli di un tempo, MGU-H (Motor Generator Unit - Heat), MGU-K (Motor Generator Unit - Kynetic) che a sua volta è l'evoluzione del KERS molto più performante e potente, sono motori magnetici in grado di generare energia tramite la turbina e rilasciarla per avere una gestione dell'erogazione della potenza ideale il tutto atto a ridurre se non eliminare del tutto l'inconveniente nel ritardo di risposta del turbocompressore (turbo lag) che era tipico dei motori turbo degli anni passati. Inoltre sono presenti batterie capienti per immagazzinare l'energia prodotta, e una cospicua elettronica per gestire il tutto. L'architettura del motore a combustione interna (ICE) prescelta per queste power unit è a 6 cilindri a V di 90 gradi, con cilindrata ridotta a 1.6 litri. Interessante notare che per limitare la potenza si sfrutta non tanto un limite sulla pressione di sovralimentazione o sul numero di giri, quanto sul flusso massimo di carburante (100 kg l'ora) e sui requisiti di durata delle power unit, per rispettare i quali i motori sono raramente spinti oltre i 13mila giri. In questo modo, l'unica maniera per i team di guadagnare potenza è enfatizzare l'efficienza dei propulsori. Per lo stesso scopo, il cambio passa da 7 a 8 rapporti.

### Telaio

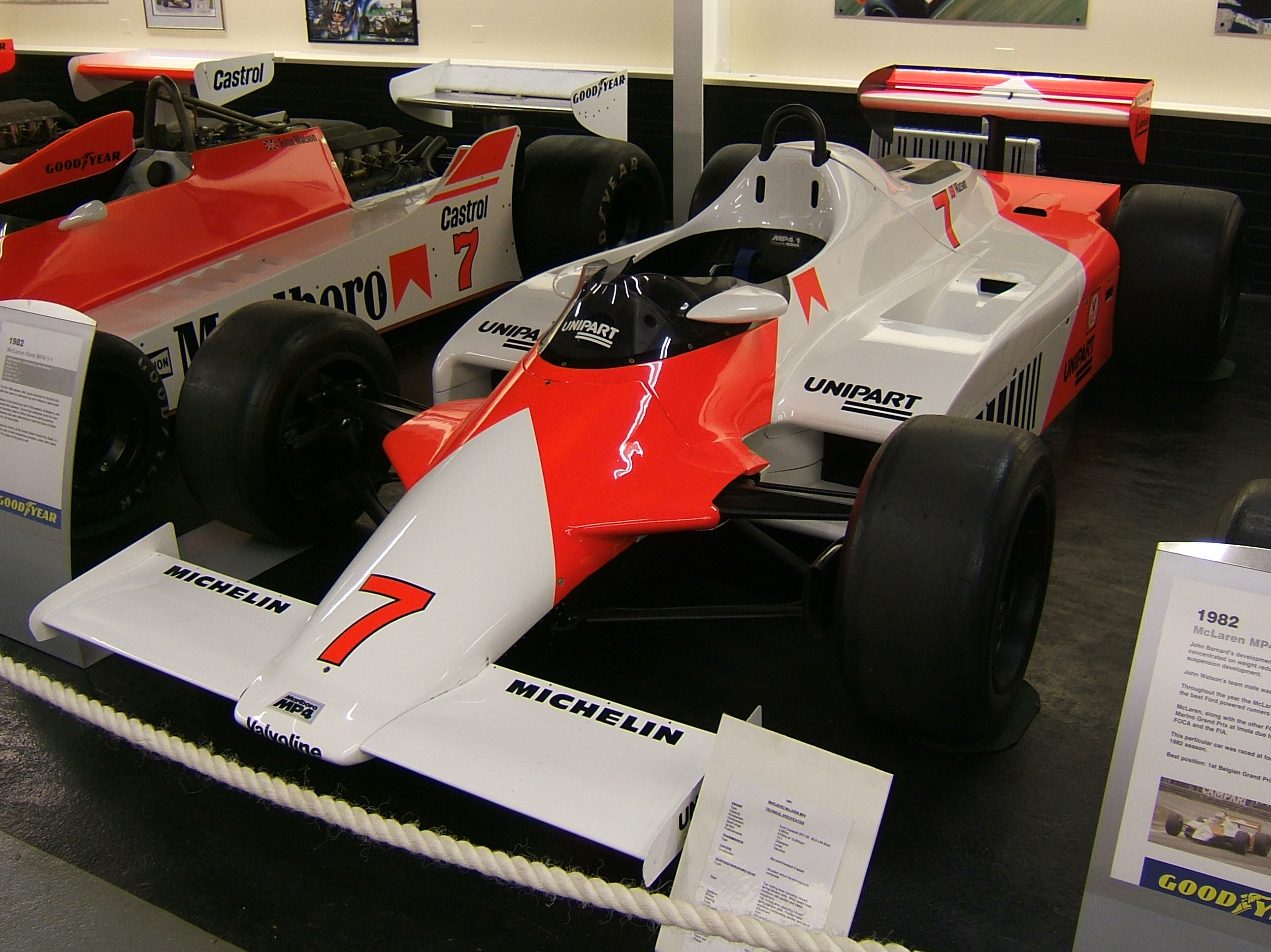
La McLaren MP4/1 fu la prima monoposto di Formula 1 con telaio realizzato in fibra di carbonio

Fu il progettista Colin Chapman della Lotus a realizzare nel 1962 la prima monoposto dotata di telaio “monoscocca”: non più una serie di tubi orizzontali ai quali venivano ancorati i diversi componenti della vettura; bensì una “vasca” in alluminio, nel quale veniva alloggiato il pilota e alla quale veniva agganciato il motore. Una soluzione che garantiva valori di rigidità torsionale fino ad allora impensabili e che venne ideata durante una cena in ristorante. Essa venne adottata con la Lotus-Climax 25 e affinata con la successiva 33. Inoltre, Chapman ridusse la sezione frontale dell'auto, imponendo al suo pilota Jim Clark di guidare quasi sdraiato, anziché seduto; e Jim affermò: «Ho guidato il letto più veloce del mondo!». Da allora, la posizione di guida semi-sdraiata è stata adottata anche dalle altre squadre.
Tutti i costruttori compresa Ferrari si dotarono progressivamente di telai monoscocca, che vennero realizzati in metallo leggero (in particolare con uso di pannelli di alluminio a struttura di alveare, il cosiddetto “honeycomb”), finché nel 1981 venne realizzata la McLaren MP4/1 con telaio in fibra di carbonio. Tale soluzione risultò subito così superiore alle tecniche precedenti (anche sotto l'aspetto della sicurezza per il pilota) che nel giro di due anni venne adottata da tutti gli altri costruttori, imprimendo una innovazione che venne perfezionata dalla ATS D6 disegnata da Gustav Brunner nel 1983, il quale eliminò la carrozzeria nella parte anteriore della vettura.
Dalla stagione 1984 le squadre sono state obbligate a costruirsi in proprio i telai delle monoposto da competizione, distinguendo così la Formula 1 da altre categorie, come le tre popolari serie americane (la Indy Racing League, la Champ Car e la NASCAR, nelle quali le squadre gareggiano per lo più acquistando i telai da altri produttori) o da altre serie specifiche, come la GP2 e il campionato per nazioni A1 Grand Prix dove competono monoposto con identiche caratteristiche.
Dalla stagione 2008 è però nuovamente possibile gareggiare in Formula 1 anche con telai non di propria produzione.

### Pance laterali

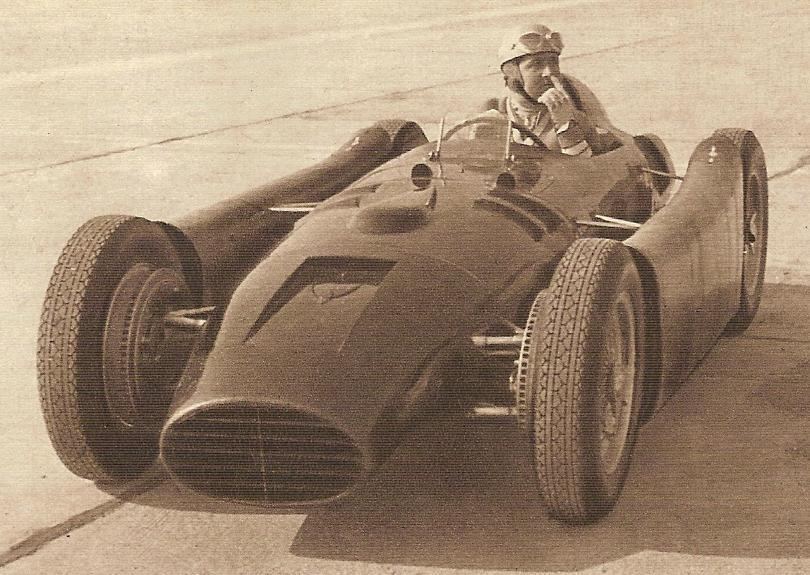
Le grandi e caratteristiche pance laterali della Lancia D50

La Lancia D50 del 1954 si caratterizzava per la presenza di due serbatoi collocati ai due lati dell'abitacolo. Ciò consentiva di dare vita a un'auto più corta e maneggevole e di ottenere una migliore distribuzione dei pesi. Questa innovativa soluzione, però, non ebbe seguito, nonostante quest'auto abbia vinto il mondiale del 1956 con il nome di Lancia-Ferrari D50 (dato che la casa torinese si era ritirata dalla competizioni, cedendo tutto il suo reparto corse alla Scuderia Ferrari). Fu soltanto nel 1970 che il progettista Robin Herd la rispolverò, dando vita alla March 701, contraddistinta da due serbatoi laterali, che però erano modellati a forma di ala (mentre quelli della D50 erano due “scatoloni” rettangolari). In tal modo, si creavano due appendici aerodinamiche laterali, che spingevano la vettura al suolo. Era nata l'era delle wing-cars (letteralmente: “vetture-ala”). L'idea delle “pance” laterali venne ulteriormente sviluppata dalla Matra MS120, ma alla fine il loro utilizzo per alloggiare i serbatoi non ebbe successo, e anzi dal 1978 i serbatoi laterali vennero infine vietati, dopo alcuni tragici incidenti mortali, tra cui quelli di Siffert e Williamson.

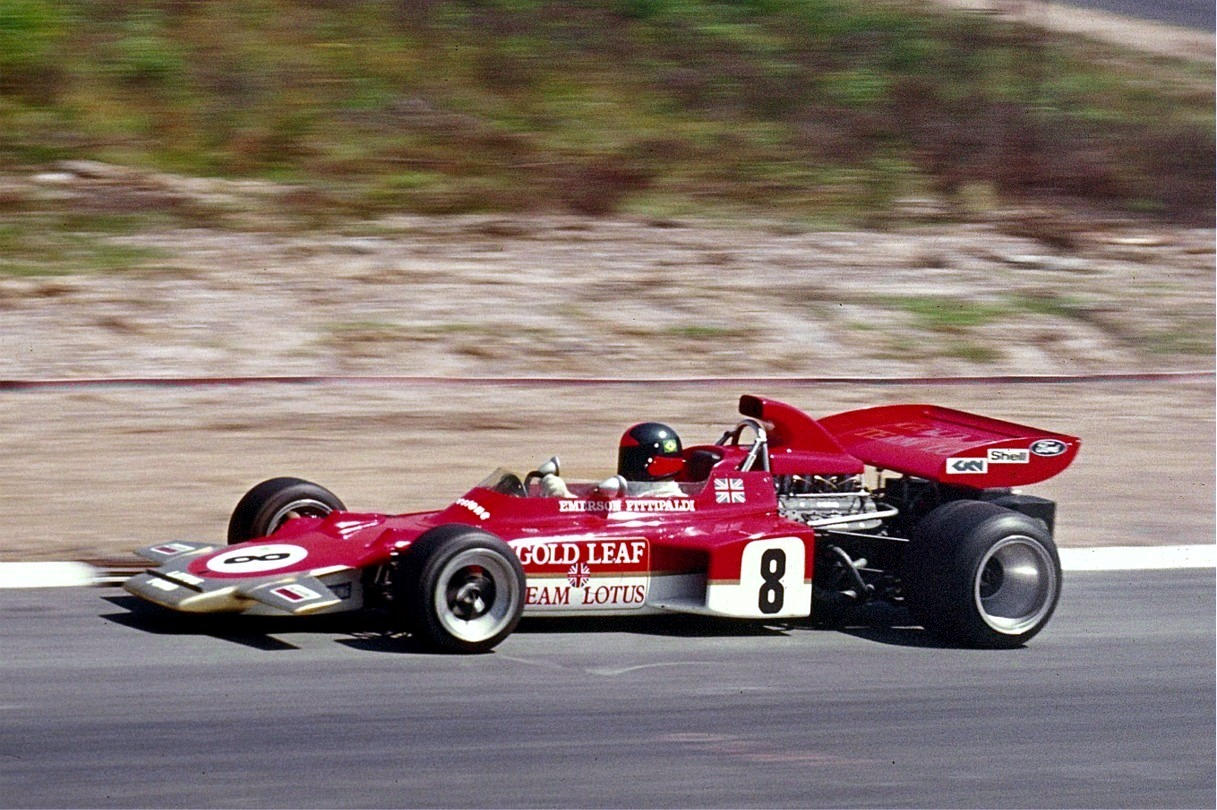
La Lotus 72 fu la prima auto dotata di radiatori laterali, che permisero di ottenere una penetrante forma aerodinamica anteriore.

Totalmente innovativo, anche in questo campo, fu ancora una volta Colin Chapman, il quale nel 1970 diede vita alla Lotus 72, caratterizzata da una forma aerodinamica “a cuneo” del corpo-vettura, resa possibile dalla collocazione dei radiatori in due “pance” laterali posizionate ai lati del pilota (mentre fino ad allora erano sempre stati alloggiati nel muso della vettura, come sulle auto di serie). Si trattava da un'auto innovativa rispetto ai tempi, da restare in attività per sei anni (fino al 1975). Costretta a inseguire, la Ferrari presentò nel 1972 la sperimentale Ferrari 312 B3 caratterizzata da due lunghe e ampie pance, che prefiguravano quelle che poi sarebbero divenute abituali su tutte le altre monoposto; ma che divenne competitiva solo nel 1974, dopo un lungo e impegnativo lavoro di sviluppo.
Peraltro, tra la fine degli anni 1960 e i primi anni 1970 alcuni costruttori inglesi realizzarono una serie di esperimenti anche cimentandosi sulle veloci piste statunitensi: la prima Lotus a sezione cuneiforme fu la Lotus 56 con motore a turbina realizzato per Indianapolis nel 1968, che poi nel 1971 corse anche in Formula 1 come Lotus 56B; mentre la McLaren M16 nel 1971 anticipò di due anni le forme che questa casa introdusse sulle sue auto di Formula 1 soltanto con la M23 nel 1973.

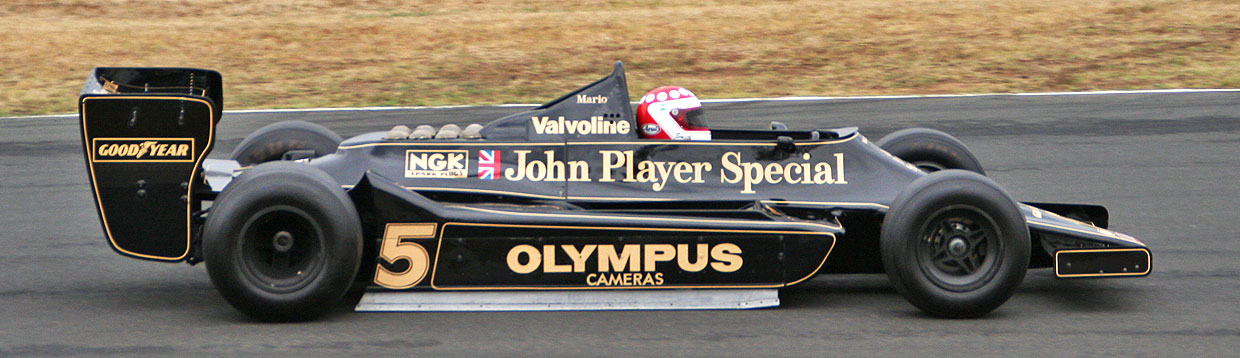
La Lotus 79 ad effetto suolo.

Fu poi con la Lotus 78 del 1977 che Chapman (ispirandosi a studi di aeronautica e coadiuvato da Tony Rudd, Peter Whright e Ralph Bellamy) introdusse l'effetto suolo: le due lunghe pance laterali erano sigillate all'asfalto dalle “minigonne”, ma al loro interno erano caratterizzate da un profilo ad ala rovesciata, simile a quello della March 701. Si creava così un effetto di risucchio (cosiddetto “effetto Venturi”) che sigillava l'auto al suolo. Il progetto fu perfezionato con la successiva Lotus 79 che però dominò lo scena per un solo anno (nel 1978), venendo rapidamente superata da altre vetture che ne copiarono l'idea, tra cui la Ferrari 312 T4 e – soprattutto – la Williams FW07 (forse la migliore wing-car a motore aspirato mai realizzata). Le vetture a effetto suolo si rivelarono molto pericolose, perché tendevano a decollare in caso di perdita di contatto con l'asfalto, come accadde nei gravi incidenti che colpirono nel 1982 i piloti ferraristi Gilles Villeneuve e Didier Pironi.

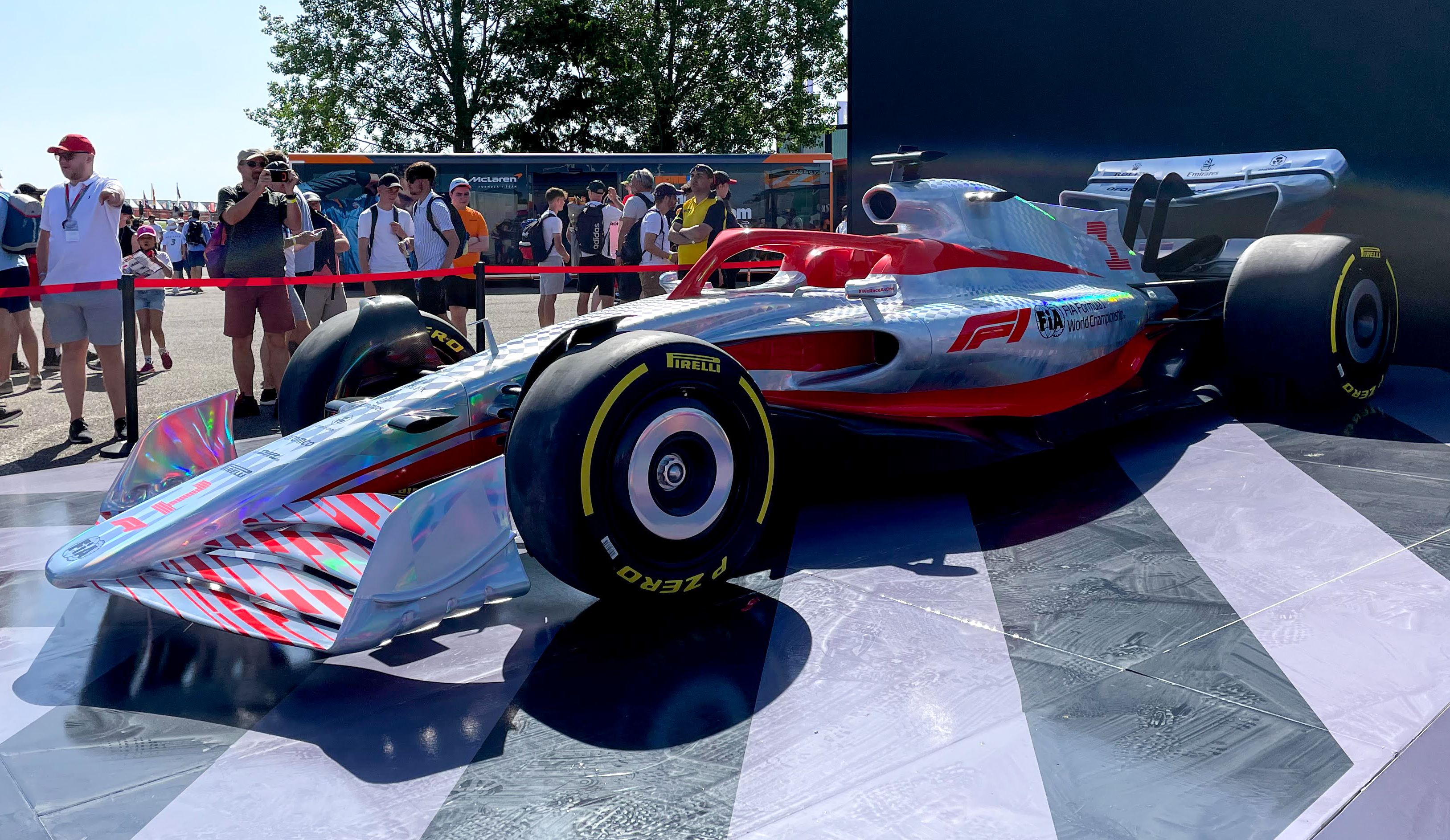
Una vettura concept basata sui regolamenti del 2022, che segneranno il ritorno del fondo curvo e dell'effetto suolo

Le “minigonne” vennero pertanto vietate e nella stagione 1983 (con l'obbligatorietà del cosiddetto "fondo piatto") si assistette a una grande varietà di soluzioni, con alcune auto (come la fallimentare Ligier JS23 e la vittoriosa Brabham BT52) che quasi abolirono le “pance” laterali, le quali però poi dalla stagione 1984 hanno costantemente caratterizzato tutte le auto di Formula 1.
In quell'anno, la McLaren MP4/2 sbaragliò la concorrenza adottando una rastremazione della parte posteriore delle “pance”, che conferì all'auto una forma a collo di bottiglia e generò un particolare effetto aerodinamico (cosiddetto “effetto Coca-Cola”), venendo poi copiata da tutte le altre squadre. Da allora, tutte le auto di Formula 1 si caratterizzano per questo disegno.

### Alettoni e altri elementi aerodinamici

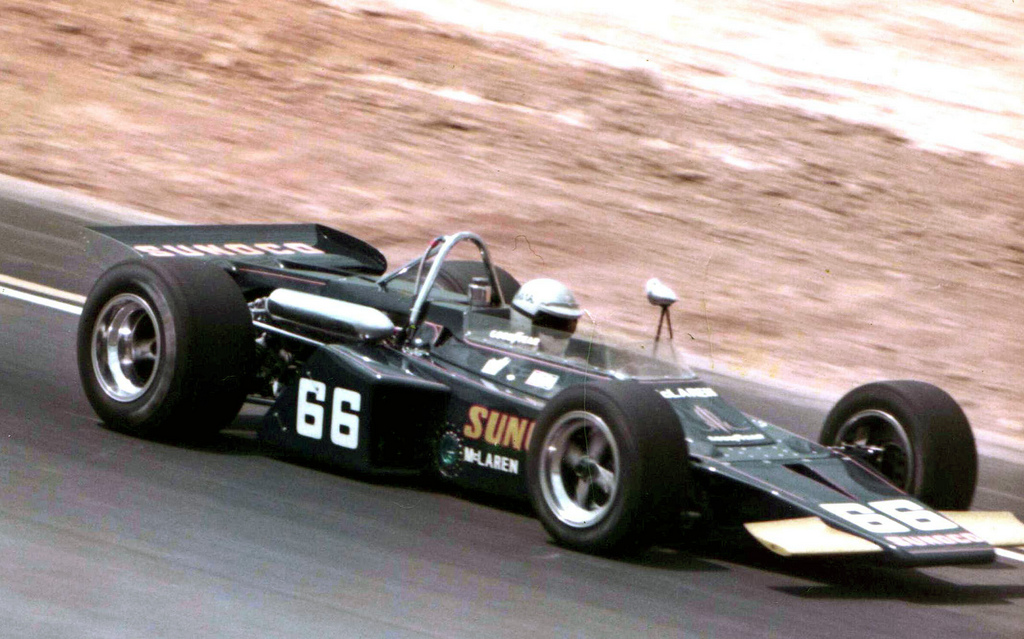
Mark Donohue al volante della McLaren M16 impegnata al Pocono Raceway, nelle gare americane, nel 1971.

I primi veri studi aerodinamici vennero effettuati con la progettazione della Mercedes W196, che scese in pista nel G.P. di Francia del 1954 con una carrozzeria avvolgente che copriva integralmente le 4 ruote; fu così la prima e l'unica vettura di Formula 1 dotata di ruote coperte, anche perché tale soluzione venne poi vietata dal regolamento. 

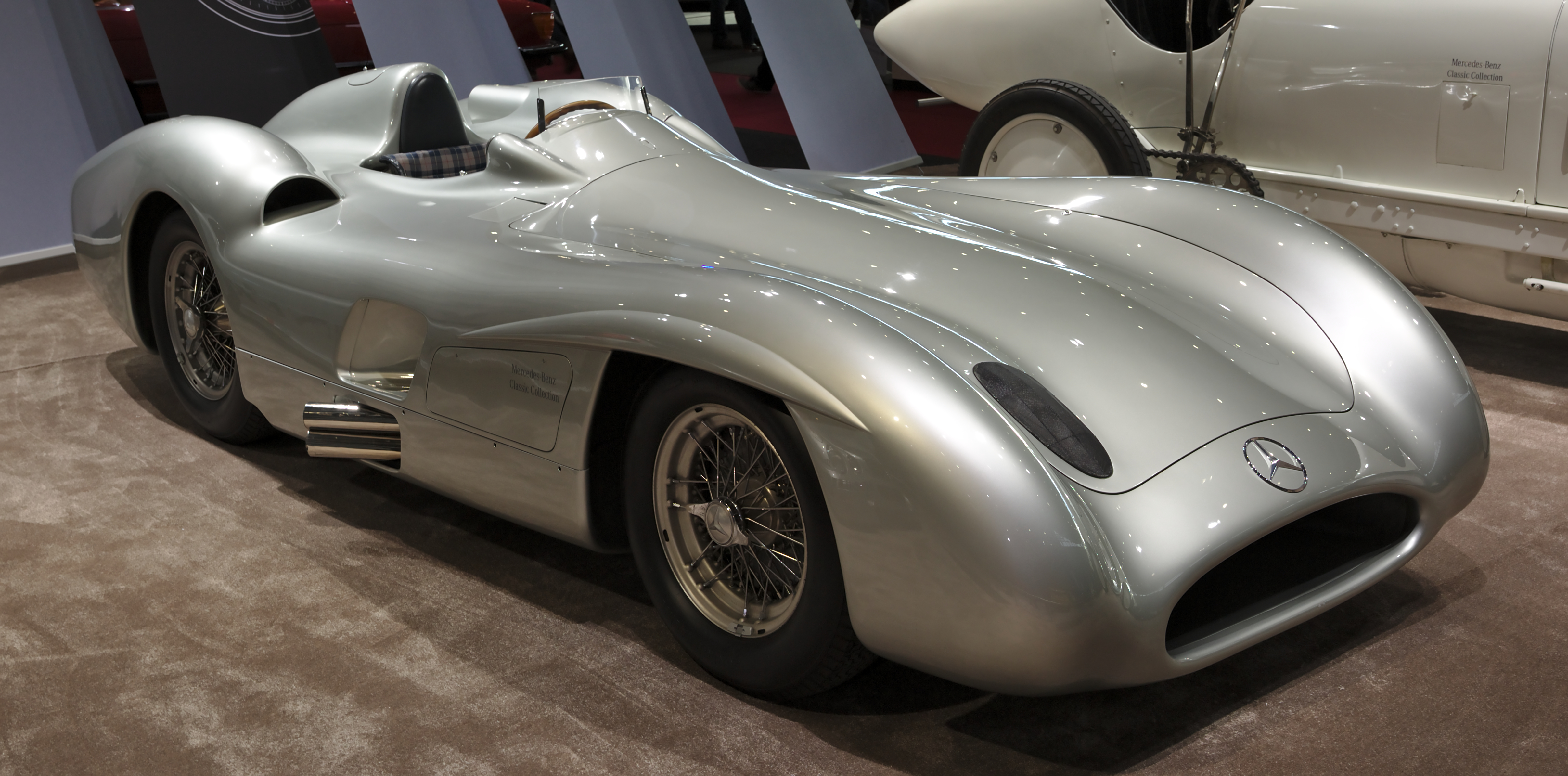
La Mercedes W196 con carrozzeria carenata

In ogni caso, essa si rivelò non ottimale, poiché la carrozzeria arrotondata generava ad alte velocità un fenomeno di "portanza" (= alleggerimento della vettura con tendenza a sollevarsi dal suolo), che è l'esatto opposto della "deportanza" che verrà poi perseguita con gli alettoni e con l'effetto-suolo. Già nel successivo G.P. di Silverstone la vettura tedesca si rivelò difficile da guidare e venne battuta dalla Ferrari. Fangio insistette perché ne venisse realizzata una versione a ruote scoperte, che gareggiò fino alla fine del 1955, con l'unica eccezione dei G.P. d'Italia del 1954 e del 1955 (che fu l'ultimo disputato dalla Mercedes prima del suo rientro nel 2010).
La prima Formula 1 dotata di alettone posteriore (già adottato dalla Chapparal in alcune corse statunitensi) fu la Ferrari 312 F1 del 1968, con cui Jacky Ickx vinse il G.P. di Francia. Alla fine di quell'anno, era già stata copiata da tutte le altre squadre.

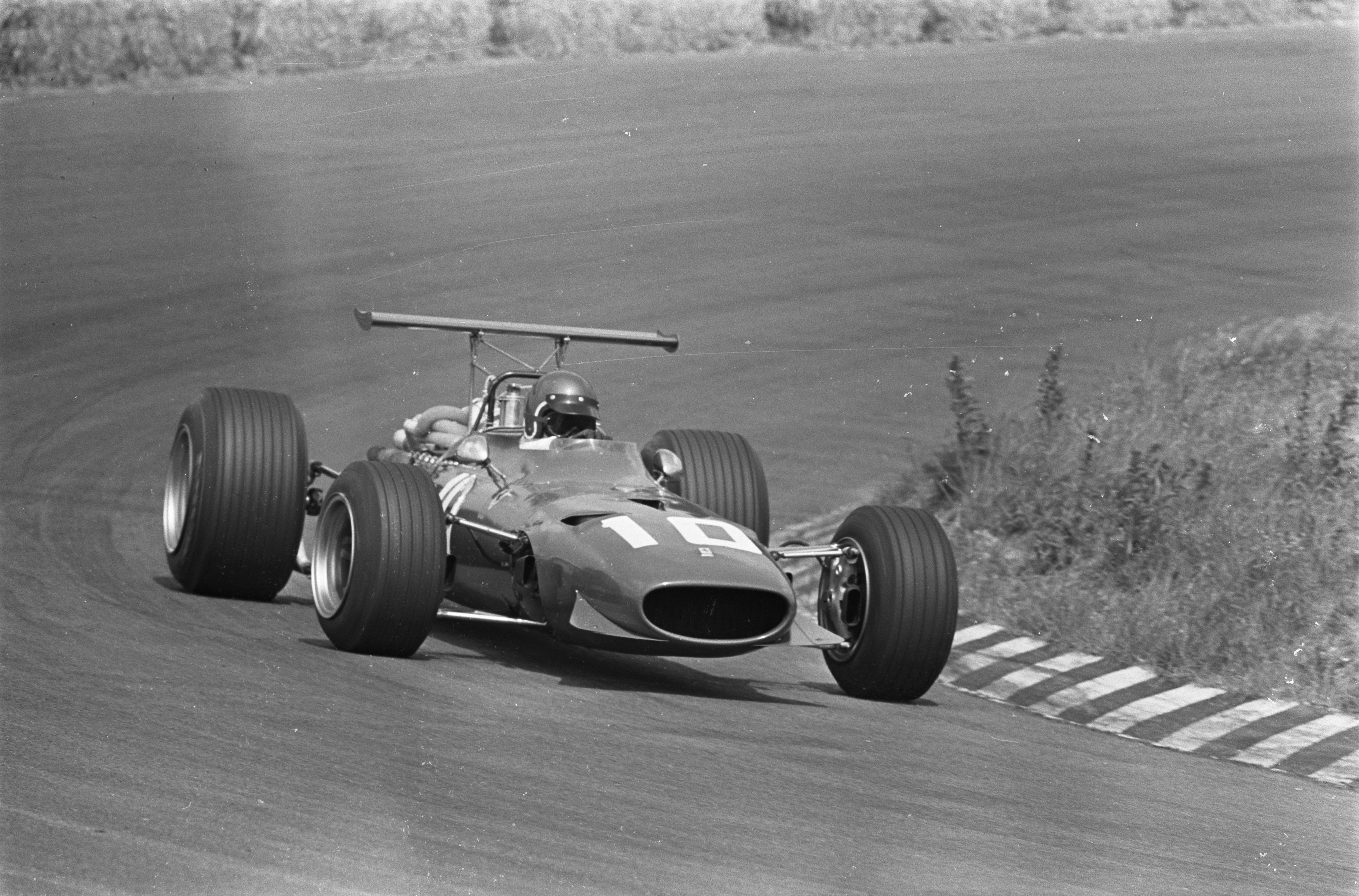
La Ferrari 312 F1 era in origine una classica vettura anni 1960 con forma affusolata; solo a metà del 1968 le fu aggiunto un alettone posteriore.

L'incidenza (cioè l'angolo di inclinazione) dei primi alettoni era variabile in ragione della velocità e dell'accelerazione dell'auto; e, con essa, anche il carico aerodinamico che veniva generato. Inoltre, essi erano collocati molto in alto rispetto al corpo-vettura, su tralicci in metallo assai brutti a vedersi nonché potenzialmente pericolosi per la sicurezza in pista. La Federazione li vietò dopo i gravi incidenti registratisi nel Gran Premio di Spagna del 1969; e nel successivo G.P. di Monaco le auto corsero senza alettoni, che però vennero riammessi dal G.P. di Olanda, ma con incidenza fissa (cosiddetto "divieto di appendici aerodinamiche mobili") e con regolamentazione della loro altezza massima dal suolo. Da allora, nessuna vettura di Formula 1 ne è stata priva e la Federazione è intervenuta più volte per stabilire la loro larghezza, altezza e sporgenza.
Parallelamente, vennero adottati i cosiddetti “baffi” (o "flap") anteriori, per bilanciare meglio la vettura (ma nel periodo 1971-73 la Tyrrell li sostituì con un profilo avvolgente, che ricordava quelli della Bugatti 251 e delle Ferrari 555 "squalo" del 1955; e che fino al 1977 venne adottato anche da altre vetture). In alcune gare, le vetture a effetto suolo dei primi anni 1980 ne furono privi, perché l'effetto deportante garantito dalle "minigonne" li rendeva superflui.

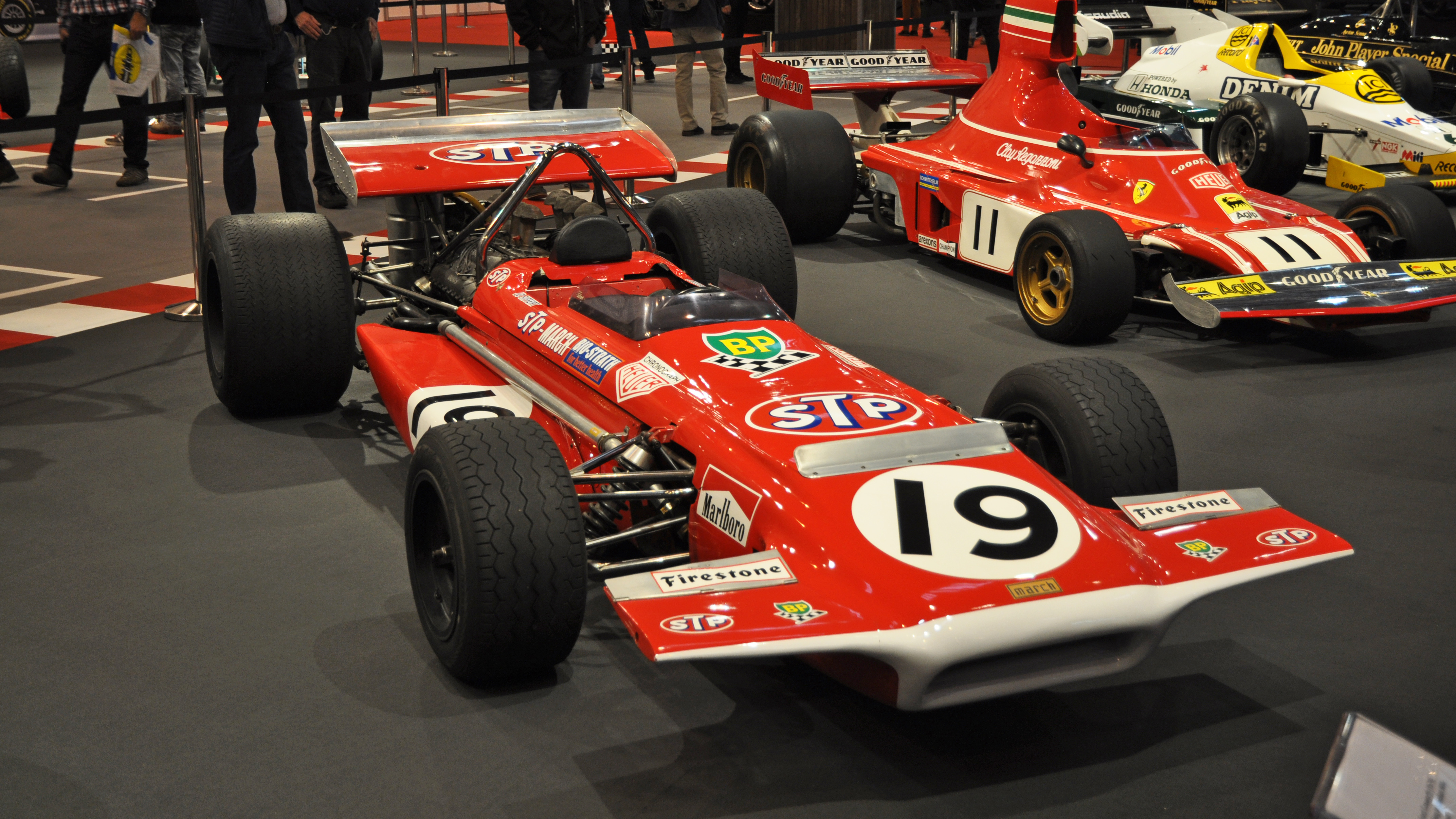
La March 701 del 1970 fu un'auto fortemente innovativa sotto l'aspetto aerodinamico, ma penalizzata da un peso eccessivo.

Anche in questo campo non sono mancati gli esperimenti: la Mclaren M26 nel 1978 utilizzò un doppio alettone anteriore; la Lotus "JPS9" (che corse solo le prime gare del 1974) utilizzò invece un doppio alettone posteriore. All'inizio del 1976, prima dell'inizio del campionato, la Ferrari 312 T2 si presentò con un alettone anteriore munito di parafanghi che vennero definiti irregolari in quanto definite appendici aerodinamiche mobili.
La Tyrrell 019 del 1990 innalzò invece la parte anteriore del muso della vettura, con una soluzione detta ad "ala di gabbiano", anticipando il disegno rialzato dell'anteriore, che caratterizzò la successiva Benetton B191 del 1991 e poi, sull'esempio di quest'ultima, tutte le auto. La storia dei modelli Ferrari degli anni 1990 esemplifica bene l'evoluzione dei musi alti: dal muso basso "a papera" della 641 (1990) si passò al muso basso "a formichiere" della 643 (1991), evoluzione continuata col muso rialzato (in stile Tyrrell) della F92A (1992), l'ancor più rialzato musetto della 412T1 del 1994, e infine al muso alto (in stile Benetton) della F310 modificata a metà del 1996. Coi musi anteriori rialzati divenne preponderante l'effetto aerodinamico generato dall'alettone anteriore, mentre quello posteriore assunse un ruolo di bilanciamento, invertendo i ruoli rispetto al passato. Ciò, tuttavia, rese difficile la guidabilità dell'auto quando si trovava in scia a un altro concorrente, tanto che i sorpassi divennero rari e molto spesso le gare si decisero per effetto dei pit-stop. Eloquente fu il caso del G.P. d'Italia del 1997, durante il quale i piloti di testa viaggiarono per tutta la gara a stretto contatto, ma non riuscirono a compiere alcun sorpasso. Per cui, dalla stagione 1998 vennero introdotte limitazioni aerodinamiche che ponessero un freno a questi eccessi; e contemporaneamente si modificò il disegno degli autodromi, inserendo curve più lente, in corrispondenza delle quali fossero agevolati i sorpassi.

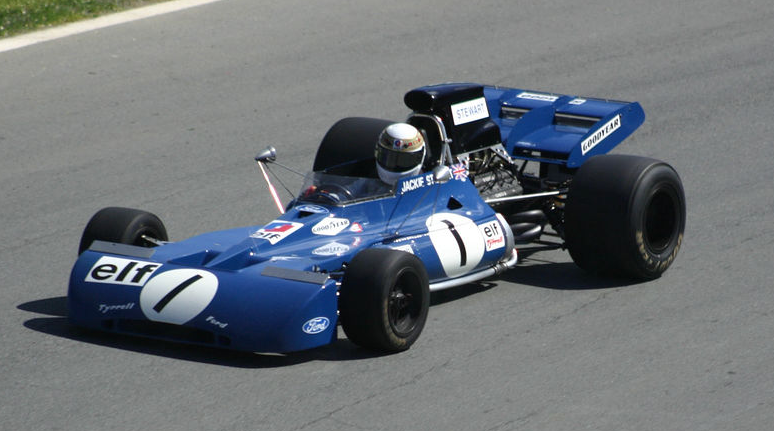
La Tyrrell 003, con cui Jackie Stewart vinse il Mondiale del 1971, fu la prima auto dotata di snorkel – o "periscopio" – sopra il motore

Nel 1971 la Tyrrell 003 adottò un “periscopio”, cioè una presa d'aria collocata alle spalle del pilota, che contribuiva al raffreddamento del motore, alla creazione di un effetto risucchio dell'aria destinata ad alimentare il propulsore (garantendo qualche cavallo supplementare di potenza in più) e alla generazione di una maggior deportanza del corpo-vettura, migliorando la tenuta di strada. Questa appendice – adottata da tutte le squadre – venne vietata a partire dal G.P. di Spagna del 1976, ma venne poi reintrodotta su tutte le auto aspirate, a partire dalla seconda metà degli anni 1980.
Un residuo effetto suolo (progressivamente divenuto, comunque, molto rilevante) è stato garantito dagli "scivoli" (o "profili estrattori") introdotti per prima sulla Renault RE40 del 1983 e collocati oltre l'asse delle ruote posteriori. Dapprima molto semplici, essi hanno conosciuto una consistente evoluzione nel corso degli anni, venendo più volte regolamentati, soprattutto per quanto riguarda la loro sagomatura interna.

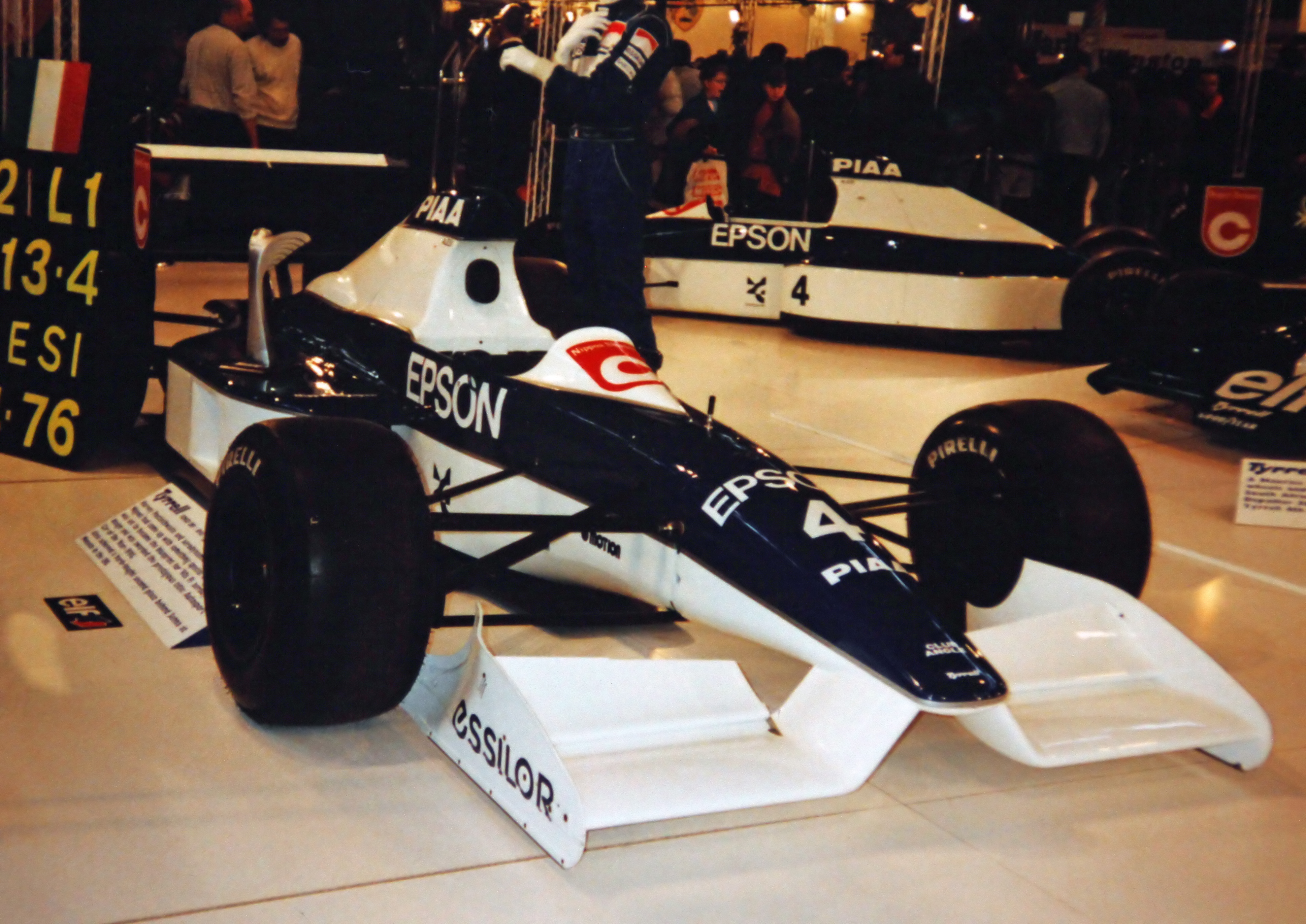
La Tyrrell 019 del 1990 fu la prima auto che innalzò il muso della vettura

Proprio questi elementi sono stati al centro di una "querelle" all'avvio della stagione 2009, in quanto 3 squadre (Toyota, Williams e Brawn GP) si sono presentate al "via" del Gran Premio inaugurale con "estrattori" caratterizzati da un doppio profilo, che creava un "buco" nel fondo della vettura, determinando un effetto suolo che garantiva un incremento della deportanza valutato intorno al 15%. Si tratta di una soluzione alla quale in venticinque anni nessun progettista aveva mai pensato, ma che la FIA ha giudicato conforme al regolamento, nonostante i ricorsi presentati da Ferrari, Renault, BMW e Red Bull Racing.
In tal modo è stato in parte vanificato l'obiettivo di ridurre le prestazioni aerodinamiche, che la Federazione aveva perseguito con una drastica riduzione delle dimensioni dell'alettone posteriore, bilanciata dall'ampliamento di quelle dei flap anteriori. Tale soluzione avrebbe dovuto diminuire la sensibilità delle vetture (soprattutto nelle curve veloci) alle turbolenze generate dalle altre auto, rendendo più agevoli i sorpassi. Tuttavia, all'atto pratico non si è assistito a un apprezzabile incremento dei duelli ravvicinati e in più di un caso gli inseguitori hanno dovuto interrompere le loro rimonte per l'impossibilità di avvicinarsi a stretto contatto con le vetture che li precedevano.

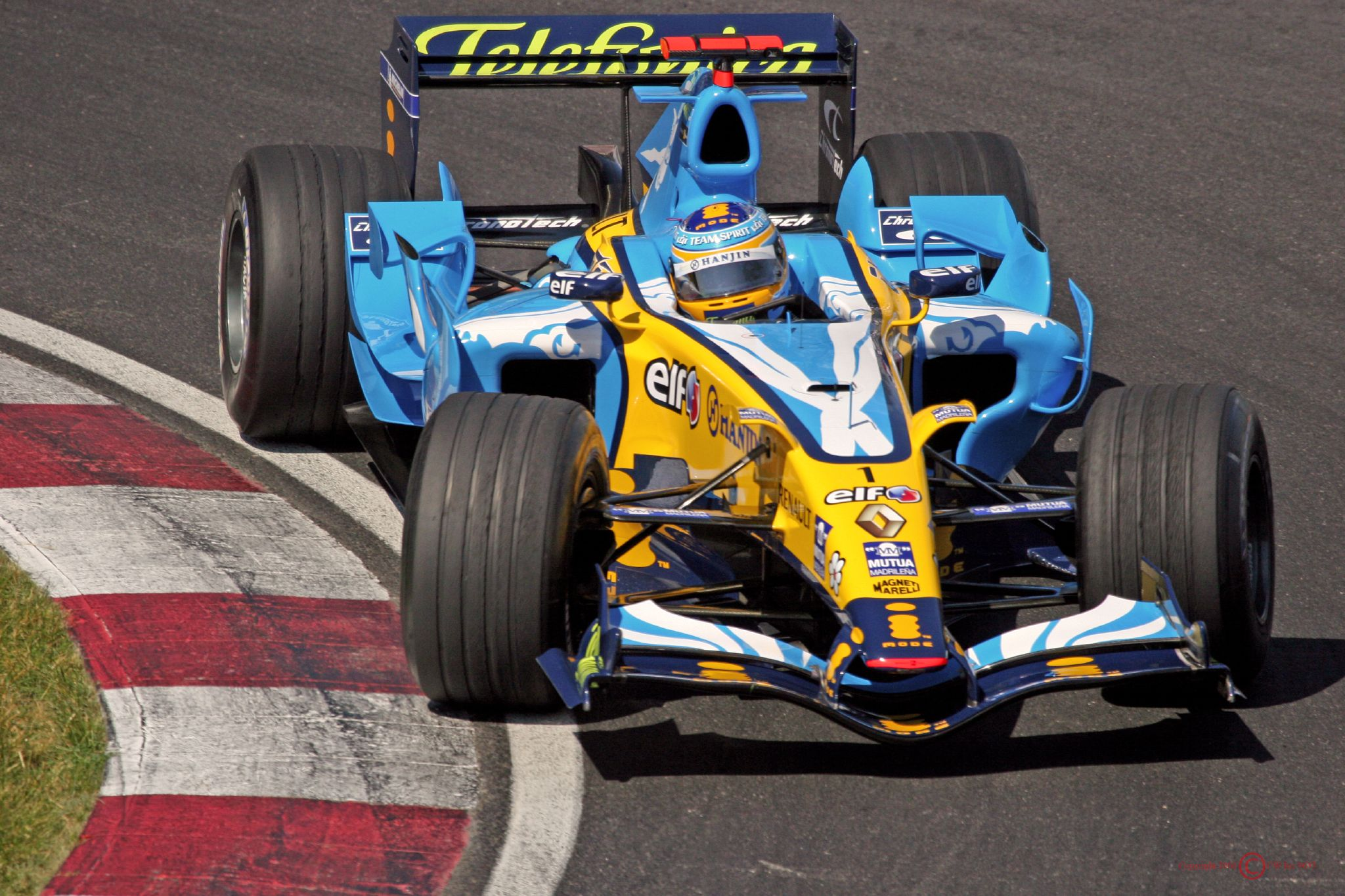
Fernando Alonso vinse il mondiale nel 2006 con la Renault R26, ampiamente dotata di numerose e sofisticate appendici aerodinamiche.

Nel 2010 è comparsa un'inedita soluzione sulle vetture McLaren, il cosiddetto F-Duct: il sistema prevedeva una presa d'aria indipendente, collegata a un condotto che correva lungo tutta la vettura, fino all'alettone posteriore. La canalizzazione era forata all'altezza del cockpit; chiudendo il foro col braccio o col ginocchio, il pilota impediva al flusso d'aria canalizzato di uscire e sfogarsi nell'abitacolo. A foro chiuso, il flusso d'aria era forzato a percorrere il resto del condotto fino ad arrivare all'alettone posteriore, mandandolo in stallo e incrementando così la velocità massima in rettilineo di circa 10 km/h. Il sistema del foro, essendo completamente passivo e basandosi sull'azione del pilota, permetteva di modificare il percorso di un flusso d'aria aggirando il divieto di parti aerodinamiche mobili. A partire dai G.P. di Cina e di Spagna è stato copiato e utilizzato anche da altre scuderie, tra cui anche la Ferrari che ha ridenominato il sistema "ala soffiata".
Tale dispositivo è stato proibito a fine stagione, con la motivazione che distraesse il pilota, costringendolo a togliere le mani dal volante; al suo posto è stata introdotta un'importante novità: il DRS. Esso permette l'apertura dell'alettone posteriore in rettilineo, riducendo la resistenza all'avanzamento con consistente incremento di velocità; l'utilizzo del DRS è però limitato dalla federazione soltanto alla vettura che insegue un avversario, in uno o due tratti predeterminati del circuito (le "DRS Zone"), e solo se al momento del passaggio in una zona dotata di sensori (il DRS Detection point) l'inseguitore abbia un distacco inferiore al secondo; l'obiettivo è quello di agevolare i sorpassi, e in effetti dalla sua introduzione sono aumentati molto.
Nel 2010, a stagione in corso, sono stati banditi gli specchietti che non sono connessi al corpo vettura e quindi si appoggiano alle pance laterali (la prima a usarli fu la Ferrari 248 F1 nel 2006), dato che vengono considerati pericolosi e inutili e che, soprattutto dal 2009, sono stati usati sempre più come elementi aerodinamici che come retrovisori.

### Pneumatici, cerchi e freni

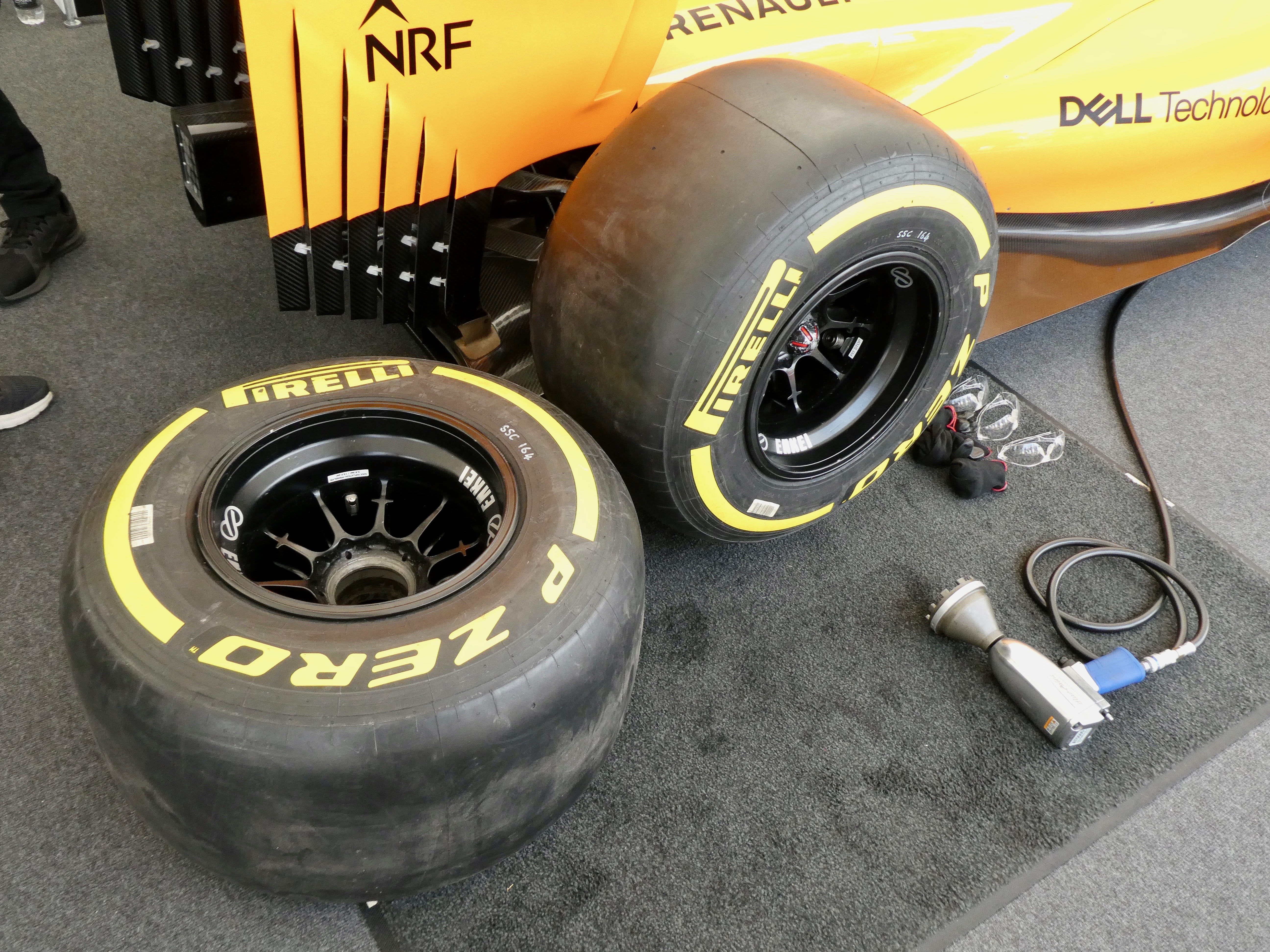
Pneumatici slick

Fino alla metà degli anni 1960, gli pneumatici di Formula 1 furono piuttosto stretti; poi iniziarono a caratterizzarsi per una superficie sempre più ampia, ma con battistrada scanalato utilizzabile in ogni condizione atmosferica. All'inizio degli anni 1970 nacquero le gomme "slick" (cioè lisce) da utilizzare su pista asciutta, con la varianti di una mescola ultra-morbida da utilizzare soltanto durante le prove da qualifica. Il battistrada scolpito caratterizzava invece soltanto le gomme "rain", da pioggia.
Per ridurre le prestazioni, nel 1998 gli pneumatici in Formula 1 non sono più stati "slick",, ma caratterizzati da quattro scanalature sulla superficie delle gomme posteriori e da tre su quelle anteriori, con la funzione di limitare la velocità di una macchina in curva. Dal 1999 furono introdotte quattro scanalature per tutti gli pneumatici. Questo regolamento è stato abrogato a partire dal campionato 2009.

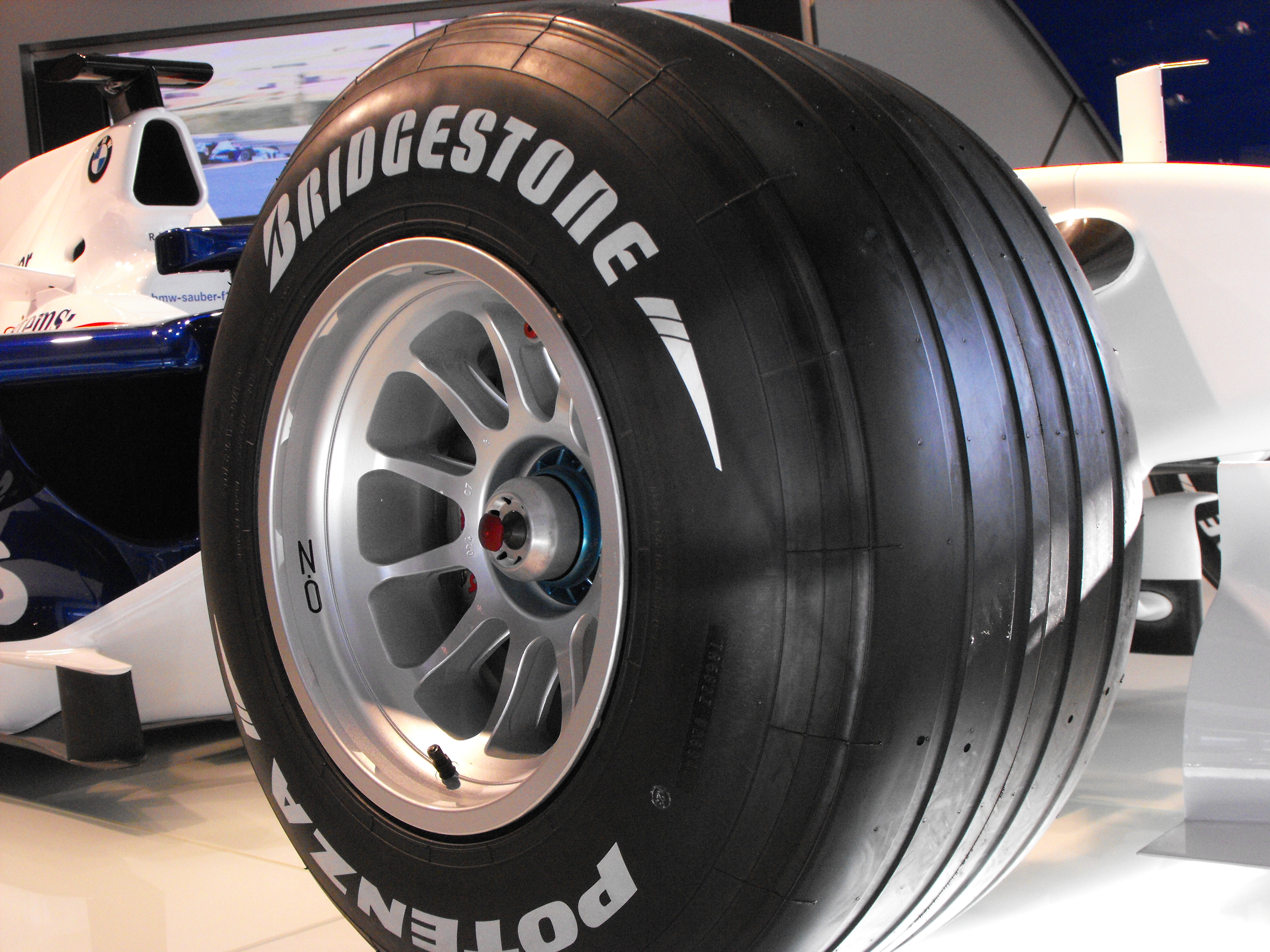
Pneumatico scanalato

Nel 2005 venne introdotto il divieto del cambio-gomme, tranne nei casi di cedimenti evidenti di uno pneumatico. Ma tale divieto venne abolito già l'anno seguente, dato che portò ad alcuni episodi rilevanti, come l'incidente che eliminò Kimi Räikkönen a pochi chilometri dal traguardo del G.P. d'Europa e - soprattutto - il precauzionale ritiro di tutte le squadre gommate Michelin nel G.P. di Indianapolis. A questa gara parteciparono soltanto le 6 vetture gommate Bridgestone (cioè quelle di Ferrari, Jordan e Minardi), dato che la Michelin sconsigliò alle proprie 7 squadre di affrontare la gara a causa dei cedimenti registrati dalle proprie gomme soprattutto nella curva soprelevata del celebre ovale. Così, 14 piloti rientrarono nei box per motivi di sicurezza dopo il giro di ricognizione, dando vita a una delle gare più bizzarre della storia, mentre la FIA rifiutò tutte le proposte alternative, applicando alla lettera il regolamento.
Dalla stagione 2007 si è passati al regime di monogomma; il primo fornitore fu la Bridgestone, fino al 2010, seguita poi dalla Pirelli. Sempre dal 2007, ogni pilota è obbligato a utilizzare nel corso di ciascun Gran Premio entrambi i tipi di mescola da asciutto a sua disposizione.
Le marche di pneumatici che sono state presenti in Formula 1 sono sintetizzate nella tabella seguente:
| Avon        | Regno Unito |           |           |           |           | 1954      |           | 1956-1959 | 1956-1959 | 1956-1959 | 1956-1959 |           |           |           |           |           |           |           |           |           |           |           |           |           |           |           |           |           |           |           |           |           | 1981-1982 |           |           |           |           |           |           |           |           |           |           |           |           |           |           |           |           |           |           |           |           |           |           |           |           |           |           |           |           |           |               |               |               |               |               |               |               |               |  |  |  |  |  |  |  |  |  |
| Bridgestone | Giappone    |           |           |           |           |           |           |           |           |           |           |           |           |           |           |           |           |           |           |           |           |           |           |           |           |           |           | 1976-1977 | 1976-1977 |           |           |           |           |           |           |           |           |           |           |           |           |           |           |           |           |           |           |           | 1997-2010 | 1997-2010 | 1997-2010 | 1997-2010 | 1997-2010 | 1997-2010 | 1997-2010 | 1997-2010 | 1997-2010 | 1997-2010 | 1997-2010 | 1997-2010 | 1997-2010 | 1997-2010 |               |               |               |               |               |               |               |               |  |  |  |  |  |  |  |  |  |
| Continental | Germania    |           |           |           |           | 1954-1955 | 1954-1955 |           |           | 1958      |           |           |           |           |           |           |           |           |           |           |           |           |           |           |           |           |           |           |           |           |           |           |           |           |           |           |           |           |           |           |           |           |           |           |           |           |           |           |           |           |           |           |           |           |           |           |           |           |           |           |           |           |               |               |               |               |               |               |               |               |  |  |  |  |  |  |  |  |  |
| Dunlop      | Regno Unito | 1950-1970 | 1950-1970 | 1950-1970 | 1950-1970 | 1950-1970 | 1950-1970 | 1950-1970 | 1950-1970 | 1950-1970 | 1950-1970 | 1950-1970 | 1950-1970 | 1950-1970 | 1950-1970 | 1950-1970 | 1950-1970 | 1950-1970 | 1950-1970 | 1950-1970 | 1950-1970 | 1950-1970 |           |           |           |           |           | 1976-1977 | 1976-1977 |           |           |           |           |           |           |           |           |           |           |           |           |           |           |           |           |           |           |           |           |           |           |           |           |           |           |           |           |           |           |           |           |           |               |               |               |               |               |               |               |               |  |  |  |  |  |  |  |  |  |
| Englebert   | Belgio      | 1950-1958 | 1950-1958 | 1950-1958 | 1950-1958 | 1950-1958 | 1950-1958 | 1950-1958 | 1950-1958 | 1950-1958 |           |           |           |           |           |           |           |           |           |           |           |           |           |           |           |           |           |           |           |           |           |           |           |           |           |           |           |           |           |           |           |           |           |           |           |           |           |           |           |           |           |           |           |           |           |           |           |           |           |           |           |           |               |               |               |               |               |               |               |               |  |  |  |  |  |  |  |  |  |
| Firestone   | Stati Uniti | 1950-1960 | 1950-1960 | 1950-1960 | 1950-1960 | 1950-1960 | 1950-1960 | 1950-1960 | 1950-1960 | 1950-1960 | 1950-1960 | 1950-1960 |           |           |           |           |           | 1966-1975 | 1966-1975 | 1966-1975 | 1966-1975 | 1966-1975 | 1966-1975 | 1966-1975 | 1966-1975 | 1966-1975 | 1966-1975 |           |           |           |           |           |           |           |           |           |           |           |           |           |           |           |           |           |           |           |           |           |           |           |           |           |           |           |           |           |           |           |           |           |           |           |               |               |               |               |               |               |               |               |  |  |  |  |  |  |  |  |  |
| Goodyear    | Stati Uniti |           |           |           |           |           |           |           |           |           |           |           |           |           |           |           |           |           | 1964-1998 | 1964-1998 | 1964-1998 | 1964-1998 | 1964-1998 | 1964-1998 | 1964-1998 | 1964-1998 | 1964-1998 | 1964-1998 | 1964-1998 | 1964-1998 | 1964-1998 | 1964-1998 | 1964-1998 | 1964-1998 | 1964-1998 | 1964-1998 | 1964-1998 | 1964-1998 | 1964-1998 | 1964-1998 | 1964-1998 | 1964-1998 | 1964-1998 | 1964-1998 | 1964-1998 | 1964-1998 | 1964-1998 | 1964-1998 | 1964-1998 | 1964-1998 | 1964-1998 | 1964-1998 | 1964-1998 |           |           |           |           |           |           |           |           |           |               |               |               |               |               |               |               |               |  |  |  |  |  |  |  |  |  |
| Michelin    | Francia     |           |           |           |           |           |           |           |           |           |           |           |           |           |           |           |           |           |           |           |           |           |           |           |           |           |           |           | 1977-1984 | 1977-1984 | 1977-1984 | 1977-1984 | 1977-1984 | 1977-1984 | 1977-1984 | 1977-1984 |           |           |           |           |           |           |           |           |           |           |           |           |           |           |           |           | 2001-2006 | 2001-2006 | 2001-2006 | 2001-2006 | 2001-2006 | 2001-2006 |           |           |           |           |               |               |               |               |               |               |               |               |  |  |  |  |  |  |  |  |  |
| Pirelli     | Italia      | 1950-1958 | 1950-1958 | 1950-1958 | 1950-1958 | 1950-1958 | 1950-1958 | 1950-1958 | 1950-1958 | 1950-1958 |           |           |           |           |           |           |           |           |           |           |           |           |           |           |           |           |           |           |           |           |           |           | 1981-1986 | 1981-1986 | 1981-1986 | 1981-1986 | 1981-1986 | 1981-1986 |           |           | 1989-1991 | 1989-1991 | 1989-1991 |           |           |           |           |           |           |           |           |           |           |           |           |           |           |           |           |           |           |           | 2011-presente | 2011-presente | 2011-presente | 2011-presente | 2011-presente | 2011-presente | 2011-presente | 2011-presente |  |  |  |  |  |  |  |  |  |

Quanto ai freni, due sono stati i passaggi fondamentali: nel 1958-59, quando vennero adottati i freni a disco in acciaio, in luogo dei precedenti freni a tamburo, che consentirono di ridurre drasticamente gli spazi di frenata; e nel 1985-86, quando vennero introdotti i dischi in carbonio, che consentirono un'ulteriore riduzione degli spazi di frenata.
Inoltre, dal 2010 vengono riviste le misure degli pneumatici, ora più stretti all'anteriore, passando da 270 a 245 mm, viene inoltre ridotto il numero di coperture a disposizione per ogni gara, passando da 14 a 11 treni di gomme, sempre nel 2010 vengono abolite le coperture laterali dei cerchi, che erano state introdotte dalla Ferrari nel 2007, la quale ha introdotto un nuovo sistema integrato nel cerchio che permette di migliorare il ricambio dell'aria, ma che a confronto delle vecchie coperture non riesce a garantire lo stesso miglioramento aerodinamico

### Sospensioni
Dopo l'invenzione dei telai monoscocca, le molle degli ammortizzatori vennero alloggiate all'interno della carrozzeria (Lotus/Ferrari nel 1963). Ciò contribuì a migliorare la rigidità e l'aerodinamica delle vetture. La McLaren M19 del 1971 adottò un innovativo sistema di sospensioni e nel 1982 Gordon Murray ideò per la Brabham BT52 un nuovo sistema di tiranti (push-rod, in luogo del pull-rod).

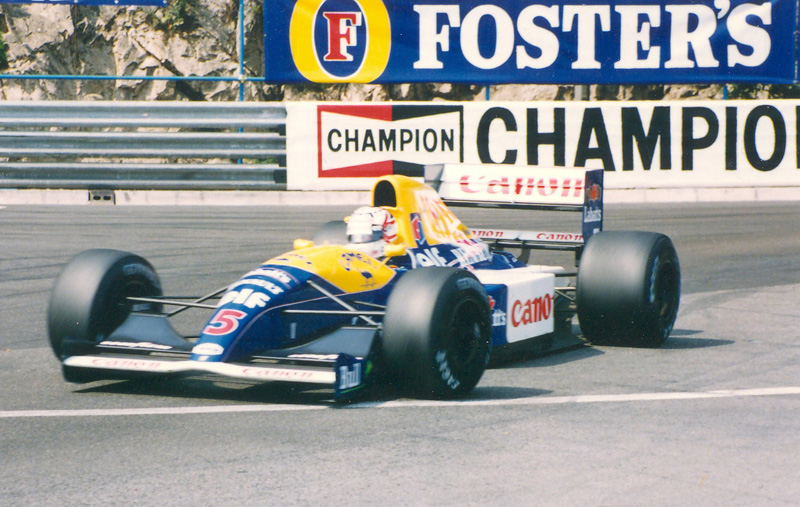
La Williams FW14 aveva il suo punto di forza nel sistema di sospensioni attive, e permise a Nigel Mansell di vincere finalmente il titolo mondiale del 1992.

Nel 1987, la Lotus 99T (caratterizzata anche da un telaio in leghe metalliche in luogo della fibra di carbonio) fu equipaggiata da un complicato sistema di "sospensioni intelligenti" a controllo elettronico. Dall'anno successivo, la Williams avviò invece lo sviluppo di un sistema di sospensioni attive tecnicamente più semplice, nel quale il gruppo molla-ammortizzatore di ciascuna ruota venne sostituito da un sistema idraulico a controllo elettronico. Occorsero circa tre anni perché questo sistema raggiungesse ottimi risultati, caratterizzandosi come il punto di forza della casa inglese nel triennio 1991/1993.
Le sospensioni attive vennero bandite a partire dalla stagione 1994, perché intervenivano eccessivamente sulla qualità di guida, rischiando di falsare il valore sportivo delle competizioni tra piloti, tramutandole in una sfida tra ingegneri.
Nel 2009 sulla Red Bull RB5 viene reintrodotta una sospensione posteriore "pull-rod", dotata di un tirante (una soluzione vecchia di circa 20 anni), ottenendo buoni risultati. Questo "passo indietro" tecnologico in realtà ha un senso: permette di migliorare la qualità del flusso d'aria al retrotreno (meno disturbato dal tirante rispetto al puntone diagonale), zona a cui il progettista Adrian Newey ha sempre prestato la massima attenzione, ad esempio carenando i semiassi (sia pur con un profilo neutro, obbligatorio per regolamento) per impedire che i flussi fossero disturbati dalla loro rotazione.

### Peso

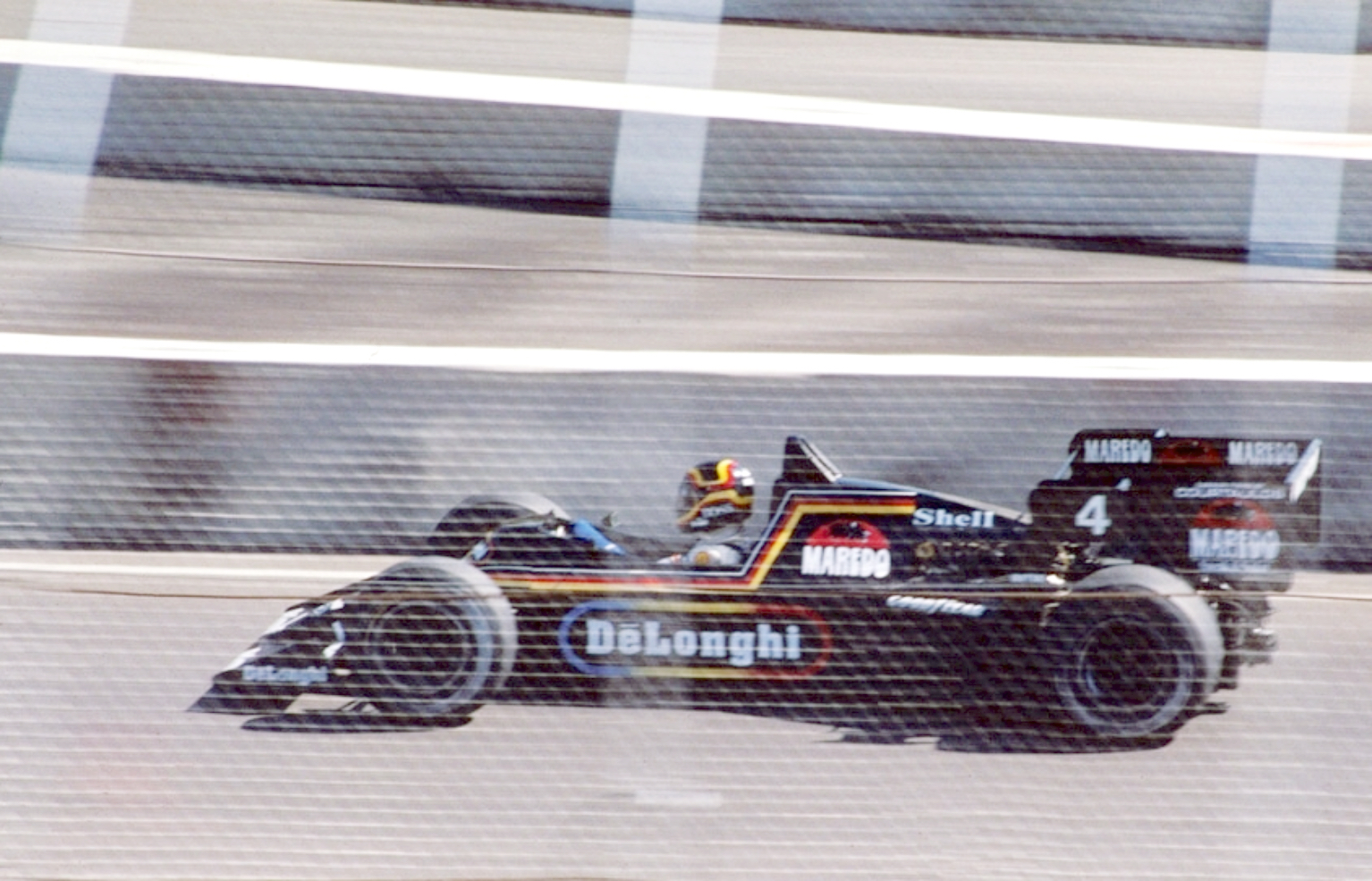
La Tyrrell venne squalificata nel Mondiale 1984 per avere fatto correre le sue auto sotto il peso minimo consentito.

Il regolamento è più volte intervenuto a stabilire un peso-limite per le vetture da gara, con notevoli variazioni. Già quando la Formula 1 ancora non esisteva (e vigeva la cosiddetta Formula Grand Prix), le regole al riguardo furono, dal 1906 peso massimo 1000 kg, limite abolito l'anno successivo, nel 1908 il peso minimo doveva essere di 1100 kg, l'anno successivo fino al 1911 nessun limite, nel 1912 fino al 1913 ci sono due formule, dove la prima è libera, mentre la seconda (vetturette) richiede un peso minimo di 800 kg, nel 1914 il peso a vuoto massimo non può essere superiore a 1000 kg, dal 1915 al 1920 nessun limite. Nel 1921 peso minimo di 800 kg; dal 1922 al 1927 scende a 650 kg e nel 1928 a 550 kg; l'anno successivo il peso minimo salì a 900 kg, dal 1931 al 1933 nessun limite di peso, dal 1934 al 1937 peso minimo (senza pneumatici) di 750 kg, dal 1938 al 1946 peso variabile in base alla cilindrata del motore, con un'oscillazione tra 400 e 800 kg.
Con l'avvento della Formula 1 dal 1947 al 1960 nessun limite di peso, dal 1961 al 1965 il peso minimo è di 450 kg, dal 1966 al 1972 questo limite viene innalzato a 500 kg tenendo conto di acqua e olio, dal 1973 al 1980 il peso minimo si alza ulteriormente a 575 kg, nel 1981 si porta a 585 kg, l'anno successivo scende a 580 kg, dal 1983 al 1986 il peso scende a 540 kg. Dal 1987 al 1988 il limite di peso varia a seconda del tipo di motore, i turbo hanno un limite di peso minimo di 540 kg, i motori aspirati di 500 kg, dal 1989 al 1994 il peso minimo è di 500 kg, dal 1994 (modifica introdotta dalla FIA dopo gli incidenti di Ratzenberger, Senna e Wendlinger) al 1996 il peso minimo è di 515 kg, dal 1997 al 2007 è di 600 kg (compreso il pilota), dal 2008 al 2009 è di 605 kg (compreso il pilota), nel 2010 è di 620 kg (compreso il pilota), mentre dal 2011 è di 640 compreso il pilota. Nel 2018 il regolamento tecnico impone un peso minimo di 733 kg senza carburante (5 kg in più rispetto alla stagione 2017), per via dell'introduzione del sistema protettivo Halo.

### Carburante, consumi e serbatoio

#### Specchietto riassuntivo
Si riporta di seguito l'evolversi della quantità massima di carburante ammessa in gara:
- 1947: nessun limite
- 1984: 220 litri
- 1986: 195 litri
- 1988: 150 litri
- 1989: nessun limite
- 2010: 160–170 kg (123-130 litri)
- 2014: 100 kg (130 litri)
- 2019: 110 kg (143 litri)

#### Dettagli
Già con la Formula Grand Prix furono introdotte regole in relazione al consumo di carburante: dal 1907 il consumo massimo non doveva superare i 30 l/ 100 km; dal 1913 il consumo massimo scese a 20 l/100 km; inoltre dal 1914 venne abolito l'aumento di pressione del carburante durante le fasi di rabbocco. Dal 1915 al 1928 nessun limite, dal 1929 il serbatoio deve avere determinate caratteristiche, inoltre non si poteva avere un totale di 14 kg tra olio e benzina per ogni 100 km (minimo 600 km), dal 1930 venne consentito l'uso di benzine con 30% di benzolo al carburante commerciale.
Con l'avvento della Formula 1 dal 1947 al 1957 nessun limite di carburante, dal 1958 il carburante deve essere del tipo commerciale, dal 1984 non si può più rifornire in corsa e si ha a disposizione un serbatoio standard da 220 litri, che nel 1986 scenderà a 195 litri, mentre dal 1987 questo limite è presente solo per i motori turbo, ma non per gli aspirati. Nel 1988 il limite per i motori turbo scende a 150 litri, mentre per gli aspirati rimane libero. Dal 1989 nessun limite della capienza serbatoio, nel 1994 vengono riammessi i rifornimenti in gara, mediante erogatori ufficiali e la capacità minima dei serbatoi è di 200 litri, dal 2010 vengono nuovamente vietati i rifornimenti in gara.
Dal 2010 al 2013 la quantità di carburante necessaria per tutta la gara si aggira sui 160–170 kg a vettura qualificata sulla griglia di partenza. 
Dal 2014 è stato introdotto un nuovo limite: 100 kg di carburante per gara con un limite massimo di 100 kg/h nel flusso.
Dal 2019 il limite per la gara è stato portato a 110 kg di carburante, mantenendo il limite massimo di flusso.

### Cambio

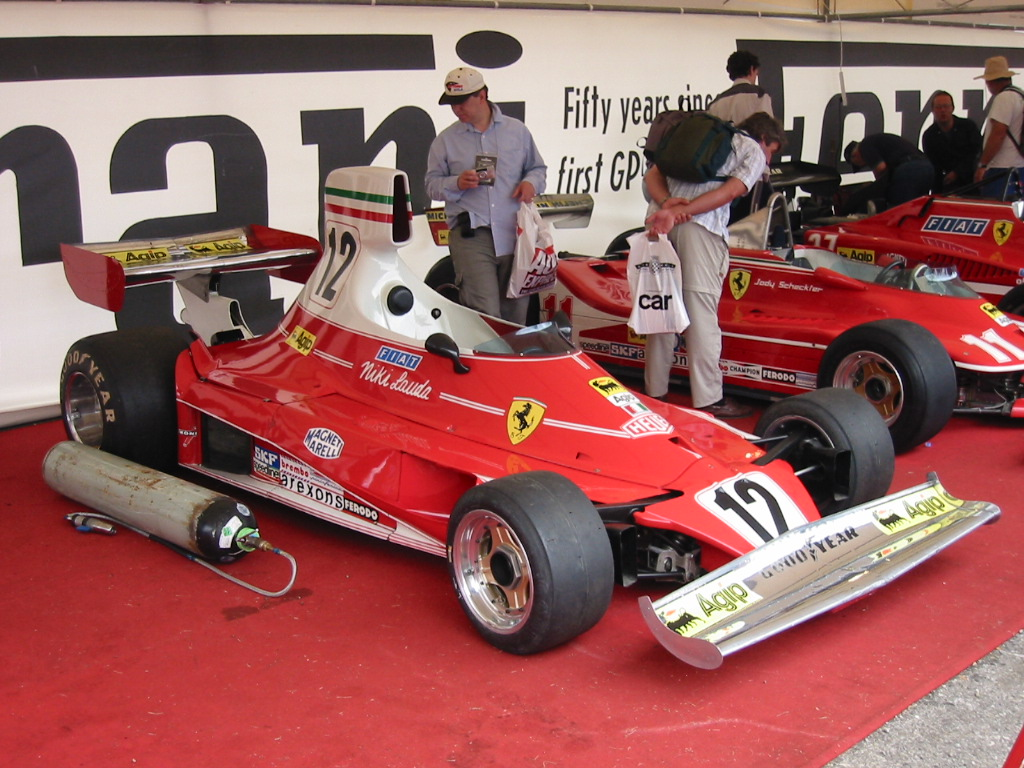
La Ferrari 312 T era un'evoluzione della B3-74 e si caratterizzava per l'originale cambio trasversale: permise a Niki Lauda di vincere il suo primo Mondiale.

Estremamente innovativa fu la Ferrari 312 T del 1975, dotata di cambio trasversale; sempre alla Ferrari si deve il primo prototipo di cambio semiautomatico su monoposto di F1, nel 1979: montato su una Ferrari 312 T3 dell'anno precedente, il cambio progettato da Mauro Forghieri (azionato da pulsanti sul volante) completò 100 giri nei test, con buoni risultati cronometrici, ma non fu apprezzato dal pilota canadese Gilles Villeneuve. Lo sviluppo fu abbandonato, e solo nel 1989 un cambio semiautomatico debuttò in gara, anche stavolta un'innovazione della Ferrari: la monoposto 640 del 1989 era equipaggiata con un cambio semiautomatico manovrabile tramite levette collocate sul volante, anziché con la tradizionale leva. Una soluzione copiata nel 1991 dalla Williams e quindi da tutte le altre squadre.
A partire dal 2008 il cambio dovrà avere una vita minima di quattro gran premi.

### Sistema d'accensione, controlli elettronici e telemetria
Sin da quando sono stati banditi i sistemi elettronici di ausilio alla guida, ogni progettista ha cercato di reintrodurne delle parti in via legale, o aggirando i regolamenti; è famoso il launch control della Benetton B194 del 1994: il team non fu sanzionato per la sua presenza, malgrado fosse illegalmente presente nelle centraline e fosse attivabile direttamente dal pilota, tramite una complessa procedura (quindi senza dover ricorrere a vistosi e sospetti computer portatili). Sebbene il programma sia sempre stato presente e a disposizione della FIA, la Benetton alle prime richieste consegnò le centraline con grande ritardo, seppur intatte e complete dell'illegale launch control: la giustificazione del team fu che la centralina e il suo software fossero in gran parte basate su quelli del 1993, dove gli aiuti elettronici erano permessi (del resto, malgrado Schumacher partisse in modo brillante, non ci fu modo di provare che il sistema fosse stato usato in quella stagione.) Negli anni a venire destarono scalpore gli sportellini del rifornimento, visti spesso aperti in curve a bassa trazione: questi erano collegati al limitatore di giri (per assicurare che nella pit lane, cioè in prossimità del rifornimento, il limitatore rendesse impossibile il superamento della velocità massima in corsia box e al contempo aprisse lo sportellino). La loro apertura fuori dalle zone designate sembrò testimoniare che i team usassero il limitatore di giri per evitare erogazioni troppo brusche della potenza in uscita di curva; un traction control mascherato.
A partire dal 2008 le vetture utilizzano solo una centralina unica per tutti, fornita dalla McLaren e Microsoft, scelta che ha generato scompiglio e polemiche, inoltre tale centralina ha destato sospetti, per via anche dei suoi bug e della Spy Story del 2007.
Inoltre sempre a partire dal 2008 vi è l'abolizione dei controlli elettronici di trazione, così come quelli meccanici, inoltre viene abolito anche l'assistenza alla frenata.
La telemetria è fondamentale per conoscere i dati della vettura, come la temperatura del motore e altri valori della vettura, nel 2002 debutta la telemetria bidirezionale, che oltre alla sola raccolta dati, permette anche una modifica di alcuni parametri della vettura, senza passare per i box, nel 2003 questa tecnologia viene abolita

### Carreggiata e larghezza delle vetture

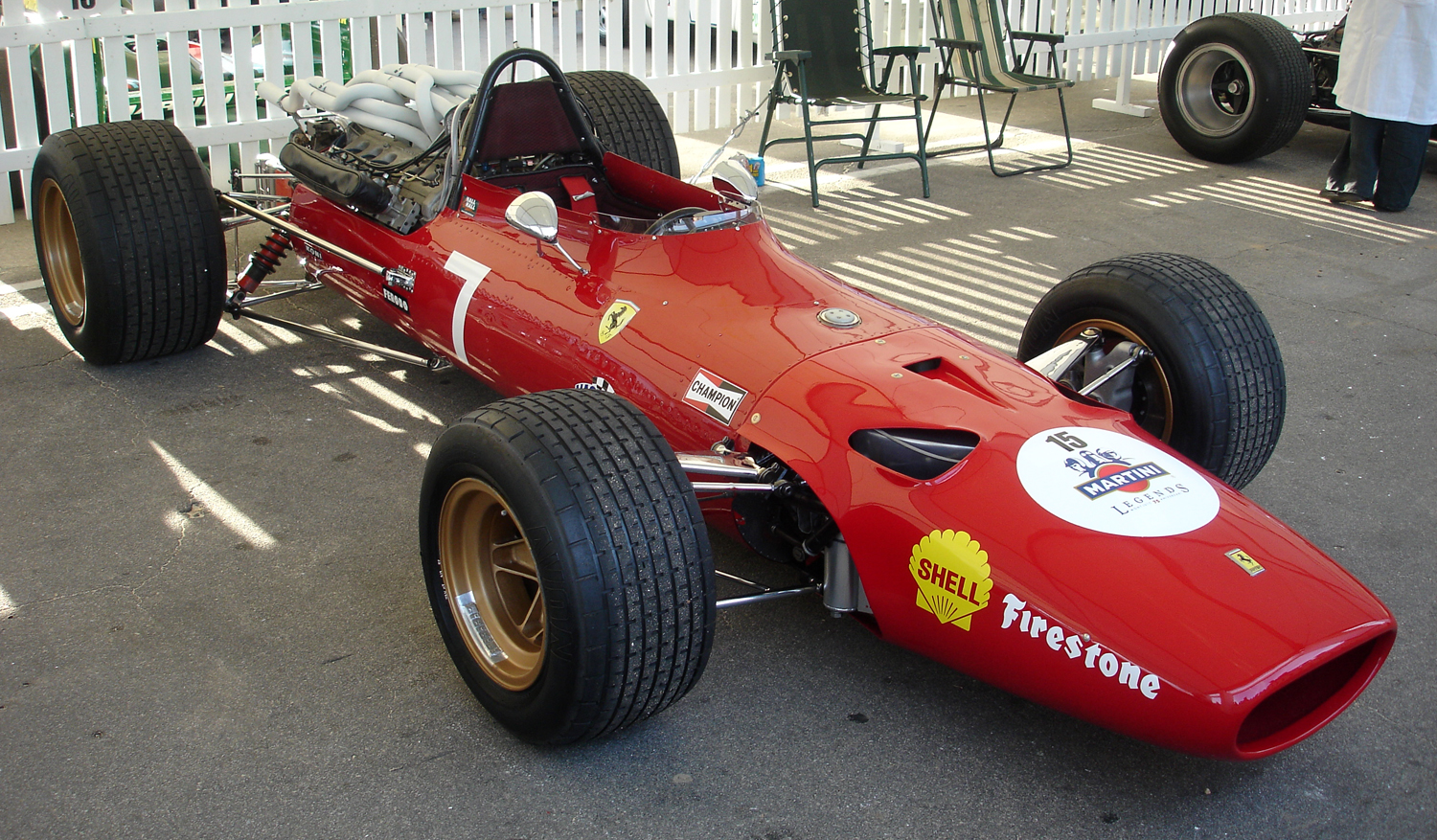
La Ferrari 312 F1 del 1967. Si nota una carreggiata ancora stretta, unita tuttavia all'avvenuto aumento di dimensione degli pneumatici.

Fin dai primi anni della storia delle corse motoristiche le vetture presentavano un corpo vettura molto tozzo con le ruote, molto ravvicinate alla vettura stessa. Questo schema si mantiene fino a circa metà degli anni 1960, quando le ruote iniziano ad allontanarsi dal corpo vettura e, di conseguenza, ad allargare le vetture. Questo per una questione puramente velocistica: una maggiore larghezza permette una migliore aderenza meccanica, specialmente in curva. Alla fine dello stesso decennio arrivano anche degli pneumatici più larghi, in particolare al posteriore, che permettono un'aderenza ulteriore.
Con l'avvento delle gomme lisce (o slick) i livelli di aderenza si moltiplicano. Grazie alle grandi dimensioni degli pneumatici posteriori, le vetture ottenevano un'aderenza straordinaria. Proprio per le loro dimensioni, l'asse posteriore appariva più largo di quello anteriore, in particolare fino all'inizio degli anni 1980.
A metà degli anni 1980 le ruote anteriori si adattano alla larghezza di quelle posteriori, portando la vettura ad avere una larghezza uniforme all'avantreno e al retrotreno. Nel 1993, la FIA, cambia le regole, riducendo la larghezza del battistrada degli pneumatici posteriori, questo per limitare le velocità in curva. Così facendo, la carreggiata anteriore diminuisce passando da 1810 mm a 1690 mm. Questo schema è in vigore fino al 1997, quando nel 1998, le carreggiate delle vetture, oltre che all'introduzione delle gomme scanalate, vengono di nuovo ristrette, passando a 1490 mm, anteriore e 1405 mm, posteriore.
Misure in vigore fino al 2016 poiché, nel 2017, viene riportato il regolamento in vigore nel 1997, ovvero, 2 metri di larghezza per la monoposto. Insieme a questo pneumatici 6 cm più larghi all'anteriore e ben 8 cm più larghi al posteriore.

## Vetture che hanno lasciato un segno
Oltre a quelle sopra citate, durante i vari campionati sono emerse anche vetture che hanno ottimizzato l'utilizzo delle tecnologie disponibili a un dato momento, raccogliendo molte vittorie, nonché altre che invece sono risultate fallimentari (lo stesso "mago" Colin Chapman dovette rapidamente archiviare la Lotus 76 del 1974 e la Lotus 80 del 1979, che furono bocciate dopo poche gare dai suoi stessi piloti, i quali preferirono continuare a correre con il modello dell'anno precedente).

### Le vetturetop
Fino all'inizio degli anni 1990, molte vetture furono caratterizzate da una vera "longevità agonistica" (gareggiando per più anni), che poi non è più stata possibile a causa anche delle continue modifiche regolamentari e della concorrenza sempre più agguerrita. 
Il record di successi spetta alla McLaren MP4/2, che gareggiò per 3 campionati (48 gare) battendo il precedente record di 20 vittorie stabilito dalla Lotus 72, la quale aveva gareggiato per ben 6 anni (anche a causa dell’insuccesso della Lotus 76), disputando 73 gare. Anche la McLaren M23 è stata particolarmente longeva, gareggiando per 5 campionati.

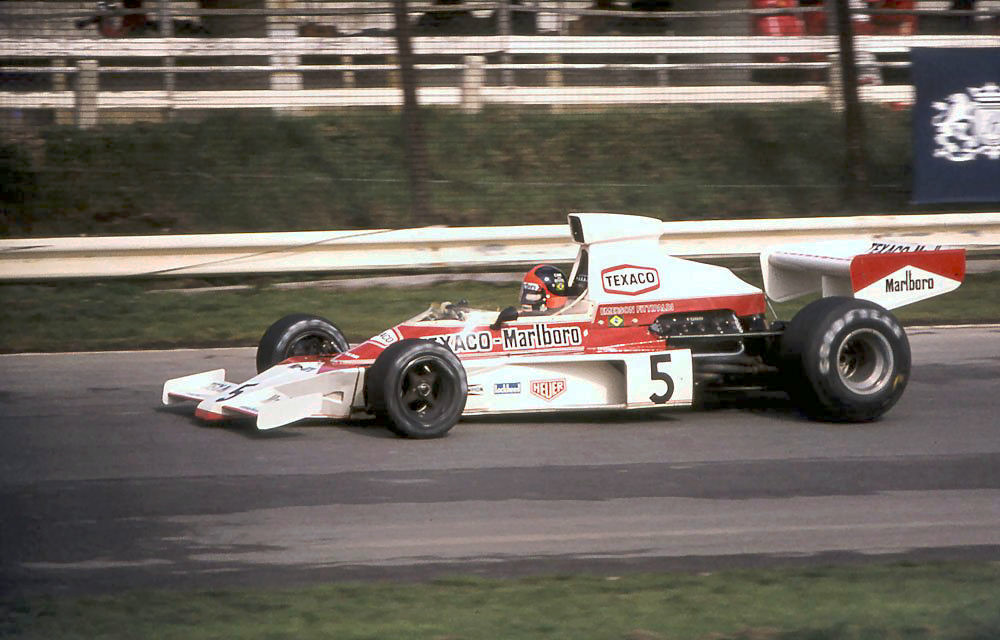
La McLaren M23 si dimostrò una vettura longeva e vincente

Le vetture più vincenti della storia sono state le seguenti:
1. McLaren MP4/2 (in gara nel 1984-1985-1986; motore: TAG/Porsche): 22 vittorie (16 Prost, 6 Lauda) + 3 mondiali piloti e 2 costruttori;
2. Red Bull RB19 (2023; motore: RBPT Honda): 21 vittorie (19 Verstappen, 2 Pérez) + 1 mondiale piloti e 1 costruttori;
3. Lotus 72 (1970/1975; motore: Ford Cosworth): 20 vittorie (9 Fittipaldi, 7 Peterson, 4 Rindt) + 2 mondiali piloti e 3 costruttori;
4. Mercedes F1 W07 (2016; motore: Mercedes): 19 vittorie (10 Hamilton, 9 Rosberg) + 1 mondiale piloti e 1 costruttori;
5. Williams FW11 (1986-87; motore: Honda): 18 vittorie (11 Mansell, 7 Piquet) + 1 titolo piloti e 2 costruttori;
6. Williams FW14 (1991-92; motore: Renault): 17 vittorie (14 Mansell, 3 Patrese) + 1 titolo piloti e 1 costruttori;
7. Red Bull RB18 (2022; motore: Honda-RBPT): 17 vittorie (15 Verstappen, 2 Perez) + 1 titolo piloti e 1 costruttori;
8. McLaren MP4/5 (1989-90; motore: Honda): 16 vittorie (12 Senna, 4 Prost) + 2 titoli piloti e 2 costruttori;
9. McLaren M23 (in gara dal G.P. di Spagna 1973 alla fine del 1977; motore: Ford Cosworth): 16 vittorie (6 Hunt, 5 Fittipaldi, 2 Revson, 2 Hulme, 1 Mass) + 2 titoli piloti e 1 costruttori;
10. Ferrari F2002 (2002-2003; motore: Ferrari): 16 vittorie (12 Schumacher, 4 Barrichello) + 1 mondiale piloti e 1 costruttori
11. Mercedes F1 W05 (2014; motore: Mercedes): 16 vittorie (11 Hamilton, 5 Rosberg) + 1 mondiale piloti e 1 costruttori;
12. Mercedes F1 W06 (2015; motore: Mercedes): 16 vittorie (10 Hamilton, 6 Rosberg) + 1 mondiale piloti e 1 costruttori;
13. Williams FW07 (1979-1980-1981; motore: Ford Cosworth): 15 vittorie (11 Jones, 3 Reutemann, 1 Regazzoni) + 2 in gare poi dichiarate non valide per il Mondiale + 1 titolo piloti e 2 costruttori;
14. McLaren MP4/4 (1988; motore: Honda): 15 vittorie (8 Senna, 7 Prost) + 1 mondiale piloti e 1 costruttori;
Mercedes AMG F1 W10 EQ Power+ (2019; motore: Mercedes): 15 vittorie (11 Hamilton, 4 Bottas) + 1 mondiale piloti e 1 costruttori
15. Ferrari F2004 (2004; motore: Ferrari): 15 vittorie (13 Schumacher, 2 Barrichello) + 1 mondiale piloti e 1 costruttori;
16. Ferrari 500 (1952-1953; motore: Ferrari): 14 vittorie (11 Ascari, 1 Taruffi, 1 Hawthorn, 1 Farina) + 2 mondiali piloti;
17. Lotus 25 (1962-63-64; motore: Coventry-Climax): 13 vittorie (13 Clark) + 1 mondiale piloti e 1 costruttori;
Red Bull RB9 (2013; motore: Renault): 13 vittorie (13 Vettel) + 1 mondiale piloti e 1 costruttori.

Avendo vinto 15 gare sulle 16 disputate (collezionando 10 "doppiette"), la McLaren MP4/4 vanta il maggior rapporto percentuale tra gare disputate e vittorie. 
La Mercedes W196 si aggiudicò i primi 4 posti nel G.P. di Gran Bretagna del 1955; e risultati analoghi ottennero la Cooper T53-Climax nel G.P. di Francia del 1960 e la Ferrari 156 nel G.P. del Belgio del 1961.

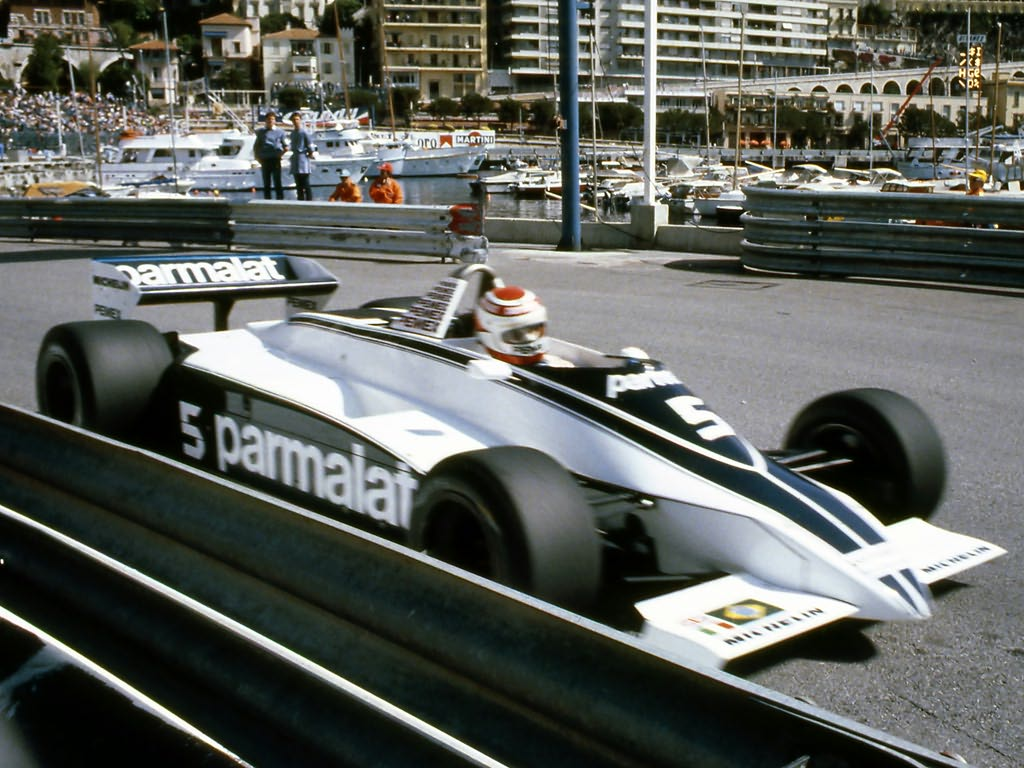
Le linee della Brabham BT49 ne fanno esteticamente una delle Formula 1 più belle mai realizzate.

La Lotus 79 (che, come detto, fu la prima "vettura a effetto suolo" perfezionando la precedente Lotus 78), secondo alcuni è stata la più bella Formula 1 mai costruita, insieme alla Brabham BT49 del 1981 e alla Ferrari 126 C2 del 1982; queste ultime, però, erano auto molto pericolose in caso di incidente, perché i progettisti (per bilanciare i pesi) avevano posizionato molto avanti il pilota, costretto a guidare in posizione rannicchiata e addirittura con i piedi oltre l'asse delle ruote anteriori. Successivamente, il regolamento ha vietato questi eccessi, arretrando la posizione della pedaliera dietro l'asse anteriore e imponendo la presenza sul musetto di una struttura deformabile di protezione.
Non va inoltre dimenticata la Ferrari 641 F1 del 1990, caratterizzata da linee morbide e sinuose (su tutte, le pance laterali disegnate a "cassa di violino"), che è tuttora l'unica monoposto da competizione a essere stata inserita nella collezione automobilistica storica del Museum of Modern Art di New York.
L'auto esteticamente più sgraziata ad aver conquistato un Mondiale rimane invece la Tyrrell 006 del 1973 che, a fronte della sua competitività, non riuscì a unire le sue tante innovazioni in uno stile armonico della carrozzeria.

### Le vettureflop

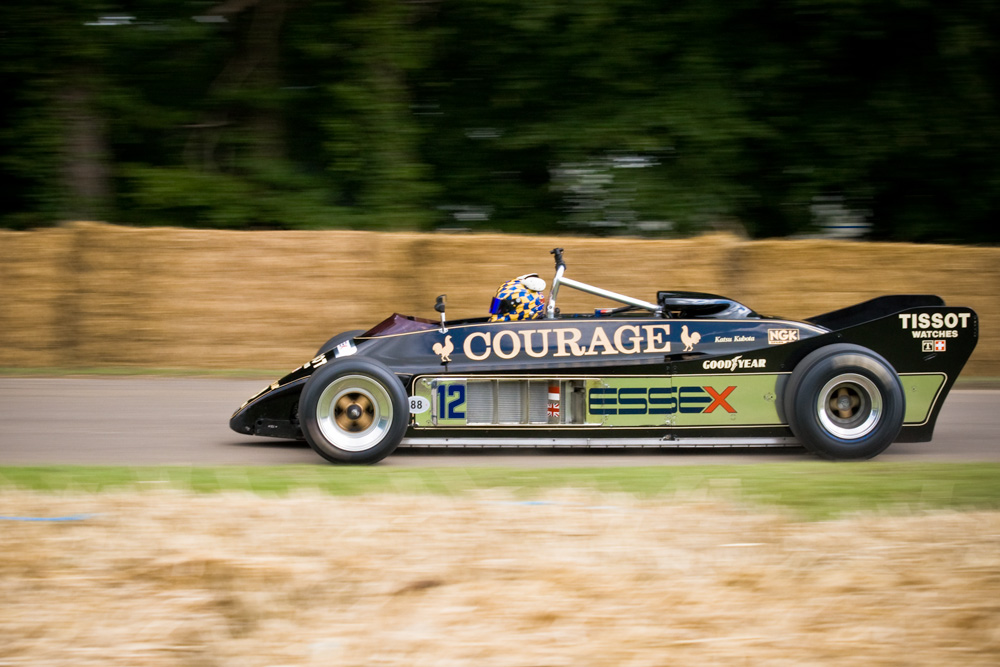
La Lotus 88 portava all'estremo l'idea dell'effetto suolo

Altre auto, invece, sono state innovative, ma non hanno avuto successo o ne hanno avuto in maniera minore alle aspettative. Tra di esse si possono citare le varie Formula 1 a 4 ruote motrici costruite nella seconda metà degli anni 1960, prima che i regolamenti le escludessero dalla competizione; la Lotus 56B del 1971 con motore a turbina, la BRM P201 del 1974 e la Arrows A2 del 1979 (entrambe aerodinamicamente ben congegnate, ma prive di risultati), la Brabham BT55 del 1986, cosiddetta “sogliola", e la Ferrari F92 A del 1992, con doppio fondo piatto. Il progetto Ferrari, che mirava a replicare gli effetti di un tubo di Venturi (come nelle monoposto a effetto suolo) si era dimostrato valido in galleria del vento, dove i flussi d'aria provenivano solo dalla direzione anteriore. Nella realtà della pista, la soluzione si dimostrò assolutamente inefficace, poiché il doppio fondo aperto ai lati veniva influenzato dalle correnti d'aria trasversali (dovute ai venti o ai cambi di direzione).
La Tyrrell P34 a sei ruote (4 anteriori) riuscì invece a vincere nel 1976 il G.P. di Svezia, ma venne penalizzata dall'impossibilità di avere uno sviluppo adeguato delle gomme anteriori, mentre la sperimentale versione della Williams FW08 a 6 ruote (4 posteriori) non poté gareggiare, perché dal 1983 il regolamento non ammette auto con più di quattro ruote. Anche la Lotus 88 a doppio telaio (del 1981) non poté mai gareggiare, perché giudicata contraria ai regolamenti.

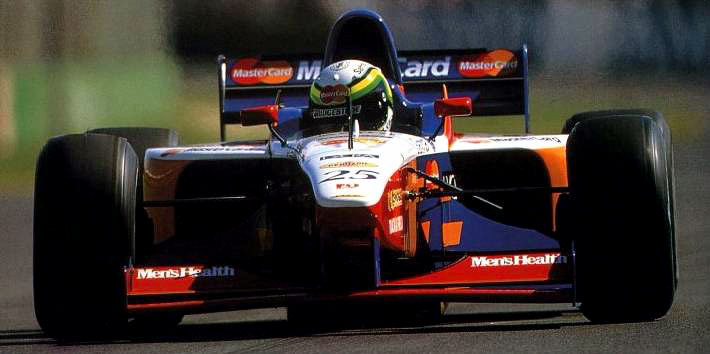
La Lola T97/30 si rivelò disastrosa nella sua unica uscita ufficiale, al Gran Premio d'Australia 1997

La Renault RE60 del 1985 era caratterizzata da una intuizione che poi si rivelerà vincente un quarto di secolo dopo, sulla Red Bull: il posizionamento degli scarichi nella parte posteriore delle fiancate. Tuttavia, per il disegno non ottimale, nel 1985 questa idea non ebbe l'effetto di migliorare le prestazioni, bensì soltanto di surriscaldare le ruote posteriori, penalizzando la vettura.
L'anno successivo, la Ferrari F1-86 fu una vettura tanto estrema quanto infelice.
La delusione più famosa è considerata quella della Lola T97/30, vettura del 1997, che prese parte solo alle prove libere e qualifiche del Gran Premio d'Australia 1997, per poi essere esclusa dalla gara, con entrambe le vetture, dato il ritardo di oltre 10 secondi, ben oltre il 7%, dal primo qualificato, ovvero Jacques Villeneuve, con la Williams FW19. La Mastercard, che pubblicizzava la scuderia, decise di abbandonarla dopo la disastrosa trasferta australiana, decretando la fine della scuderia.

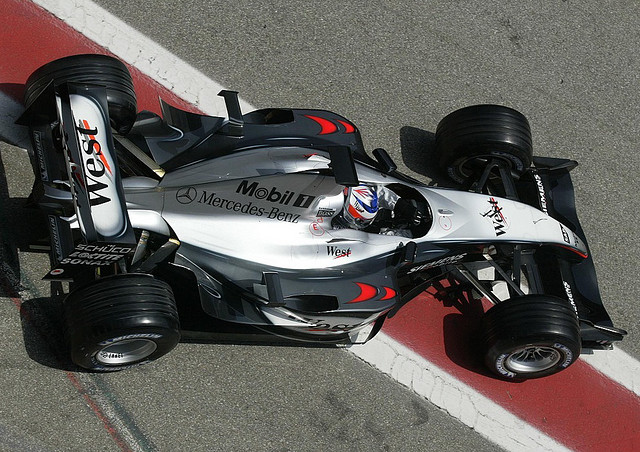
La McLaren MP4-18 (2003) fu concepita in maniera talmente estrema, e per questo afflitta da numerosi problemi, da non riuscire mai a esordire in gara.

La McLaren MP4-18, invece, non prese il via ad alcuna gara iridata. Questo perché non fu in grado di completare adeguatamente una sola sessione di prove private, gestite dalla squadra stessa, per via di continui problemi tecnici. Fu, comunque, la base per la McLaren MP4-19 del 2004, anch'essa afflitta da numerosi inconvenienti tecnici in gara.